# Bandera de Japón
La bandera nacional de Japón es el pabellón que representa a Japón y que, junto con el escudo y el himno nacional, tiene la categoría de símbolo patrio. Consiste en un rectángulo de color blanco y con un gran disco rojo (representando al Sol) en el centro. Se denomina oficialmente Nisshōki (日章旗?   «bandera del sol en forma de disco») en japonés, pero es comúnmente conocida como Hinomaru (日の丸?   «disco solar»).
La bandera Nisshōki es la bandera nacional del Imperio de Japón según lo dispuesto en la ley concerniente a la Bandera y el Himno Nacional, que fue promulgada y entró en vigor el 13 de agosto de 1999. Aunque anteriormente no se especificaba una bandera oficial, el Hinomaru ya era de facto la insignia nacional. Dos proclamaciones de 1870 daban sendas provisiones para el diseño de una bandera nacional. El uso del Hinomaru fue severamente restringido durante los primeros años de la ocupación estadounidense después de la Segunda Guerra Mundial, aunque posteriormente las restricciones se relajaron.
Durante la temprana historia de Japón, el motivo del Hinomaru fue utilizado en las banderas de daimyos y samuráis. Durante la Restauración Meiji, tanto el disco solar como la insignia del sol naciente de la Armada Imperial Japonesa se convirtieron en los principales símbolos del emergente Imperio de Japón. Carteles con propaganda, libros de texto y películas pintaban la bandera como una fuente de orgullo y patriotismo. A los ciudadanos se les pedía que mostraran la bandera en sus hogares durante las fiestas nacionales, celebraciones y otras ocasiones que decretara el Gobierno.
Diferentes objetos devocionales al país y al emperador con el motivo del Hinomaru se volvieron populares durante la segunda guerra sino-japonesa y otros conflictos. Estos objetos iban desde consignas escritas en banderas hasta prendas de vestir y platos con la imagen de la bandera.
La percepción pública de la bandera nacional varía. Para algunos japoneses, la bandera representa al país, por lo que ninguna otra puede sustituirla. Sin embargo, la bandera no es desplegada debido a su asociación con el nacionalismo extremo. El uso de la bandera y del himno nacional —el Kimi ga yo— han sido un asunto polémico en las escuelas públicas de Japón desde el fin de la Segunda Guerra Mundial. Disputas acerca de su uso han derivado en protestas, demandas y por lo menos un suicidio en la prefectura de Hiroshima. La población de Okinawa preservó la bandera aun durante la presencia militar estadounidense en el lugar. Para los gobiernos de China y Corea del Sur, la bandera es símbolo de agresión e imperialismo. A pesar de las connotaciones negativas, fuentes japonesas y occidentales aseguran que la bandera es un perdurable y poderoso símbolo para los japoneses.
Distintas banderas se han basado en el Hinomaru, incluyendo la insignia de la Armada, además de que sirvió como base para otras banderas en Japón, tanto de uso público como privado.

## Historia

### Antecedentes

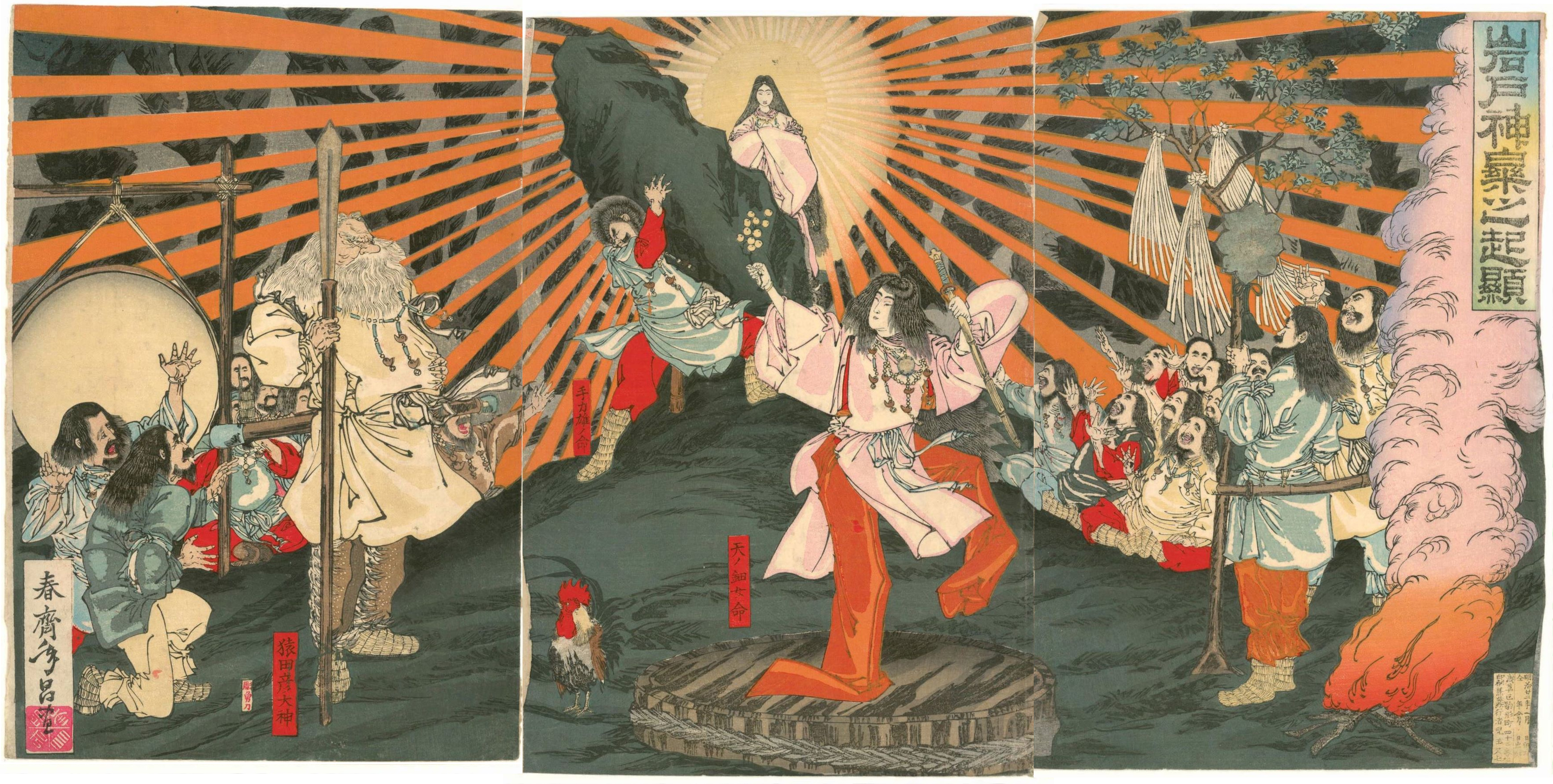
Amaterasu Ō-Mikami (arriba al centro), diosa del Sol y figura importante en la mitología japonesa

El origen exacto del Hinomaru es desconocido, aunque parece que el sol naciente tenía un significado simbólico desde inicios del siglo VII. Japón es frecuentemente mencionado en diversos textos antiguos como «la tierra del sol naciente», además de que este astro está fuertemente relacionado con la familia imperial ya que el mito de la creación de Japón afirma que los miembros del trono son descendientes de la diosa Amaterasu. En el año 607, una correspondencia oficial que comenzaba con «del emperador del sol naciente» fue enviada al emperador Yang de Sui.
Hasta antes de 1492 cuando fue descubierta América y 1606 cuando fue descubiertó lo que ahora es conocido como Australia, el mundo conocido terminaba en Japón, que se encuentra en el extremo Este y dado que el sol sale por este punto cardinal se creía que era la primera nación en el lado naciente del sol, es por este motivo que fue conocida también como la tierra del sol naciente y por este motivo se utilizó esta simbología.
Históricamente, en Japón se le dio una gran importancia a las banderas, estandartes y blasones, especialmente durante las batallas. Las primeras menciones de banderas relativas a este país vienen de crónicas chinas en donde se describe que mensajeros provenientes de Japón portaban estandartes amarillos, además de haber regalado banderas con brocados dorados, así como espadas. Junto con las banderas se desarrollaron los mon —o blasones— de los cuales se tiene registro de su uso desde el período Nara. Durante esta época el más utilizado era el de las «nueve estrellas», y su uso no tenía fines militares aún sino que, por ejemplo, se utilizaban para distinguir aquellos transportes donde viajaban los oficiales de la Corte Imperial.

#### Períodos Heian, Kamakura y Muromachi
A finales del período Heian, época durante la cual tuvieron lugar numerosos conflictos bélicos como las guerras Genpei y las rebeliones Hogen y Heiji, se utilizó un tipo de bandera, llamada hata jirushi, para identificar y organizar a los ejércitos samurái. Los hata jirushi consistían en una especie de banderines largos que colgaban de una barra horizontal atada a un mástil. Es este tipo de insignias las que utilizaron tanto los miembros del clan Taira como los del clan Minamoto, protagonistas de las guerras Genpei y a quienes algunas fuentes —como el Heike Monogatari, obra del siglo XII que describe las luchas entre ambos clanes— atribuyen haber utilizado el Hinomaru en sus abanicos, llamados gunsen.
Otra de las leyendas del origen del Hinomaru es atribuida al monje budista Nichiren. Supuestamente, durante las invasiones de los mongoles a Japón en el siglo XIII, Nichiren le dio un estandarte del sol al shōgun para portarlo durante la batalla. Es de esta época de donde se obtienen las primeras fuentes gráficas de insignias de la historia de Japón, a través del Moko Shurai Ekotoba, un rollo escrito por Takezaki Suneaga con el registro de los ejércitos que combatieron a los mongoles en dicho enfrentamiento.
Por su parte, para legitimar su gobierno, los shogunes Ashikaga, descendientes del clan Minamoto, utilizaron en sus banderas invocaciones de Hachiman, dios de la guerra, las cuales habían sido adoptadas como símbolo personal originalmente por Minamoto Yoshikuni, el primero en haber tomado el apellido Ashikaga. Ashikaga Yoshiaki, último shōgun Ashikaga, además de utilizar las invocaciones de Hachiman añadió en sus banderas un Hinomaru. Ashikaga Shigeuji, miembro de una de las ramas menores de la familia, utilizó como insignia en sus banderas un kiri mon con un Hinomaru.

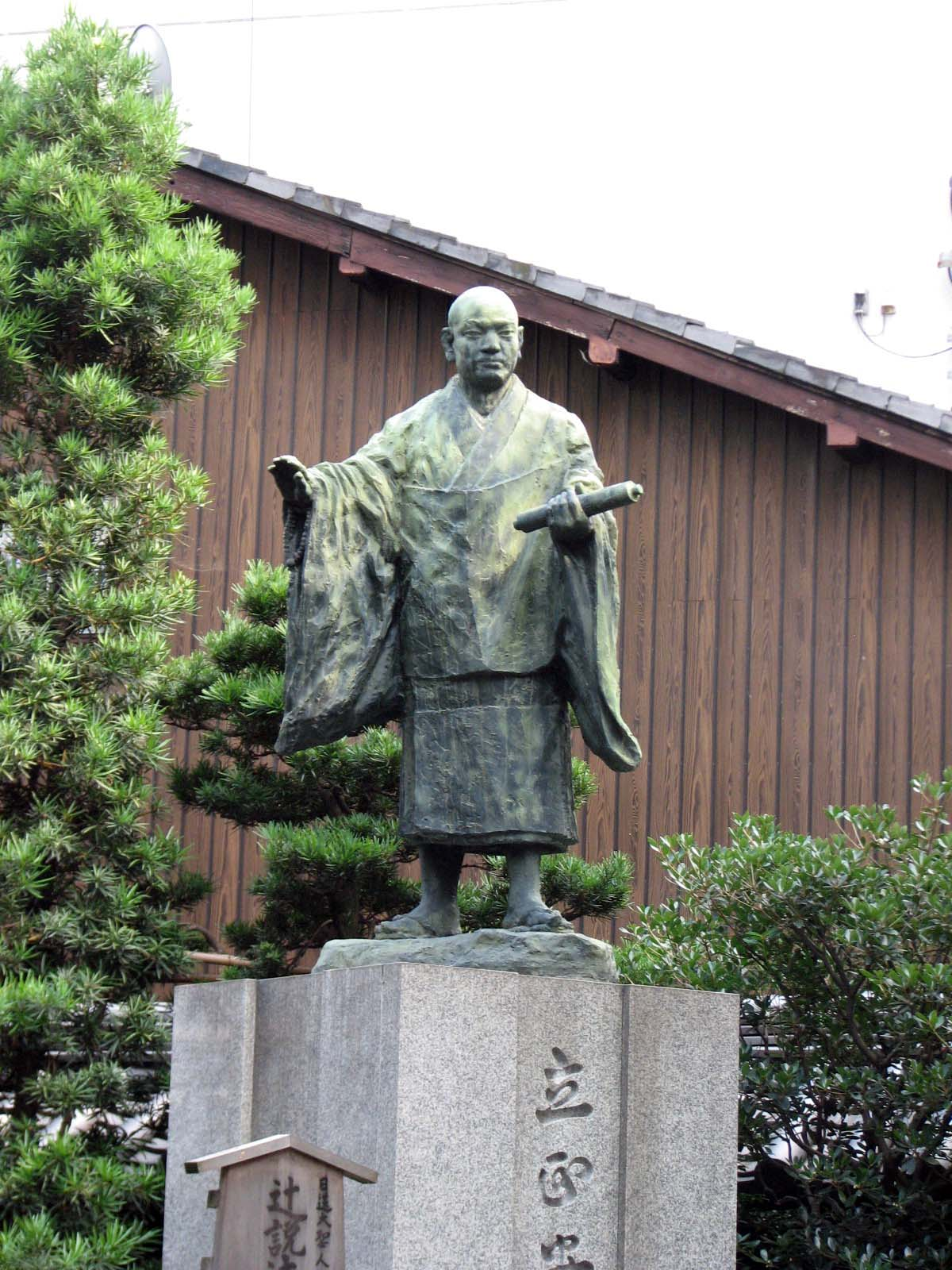
Estatua del monje budista Nichiren. A él se le atribuye en algunas fuentes haber dado un Hinomaru al shōgun para que lo portara en batalla durante la invasión mongola.
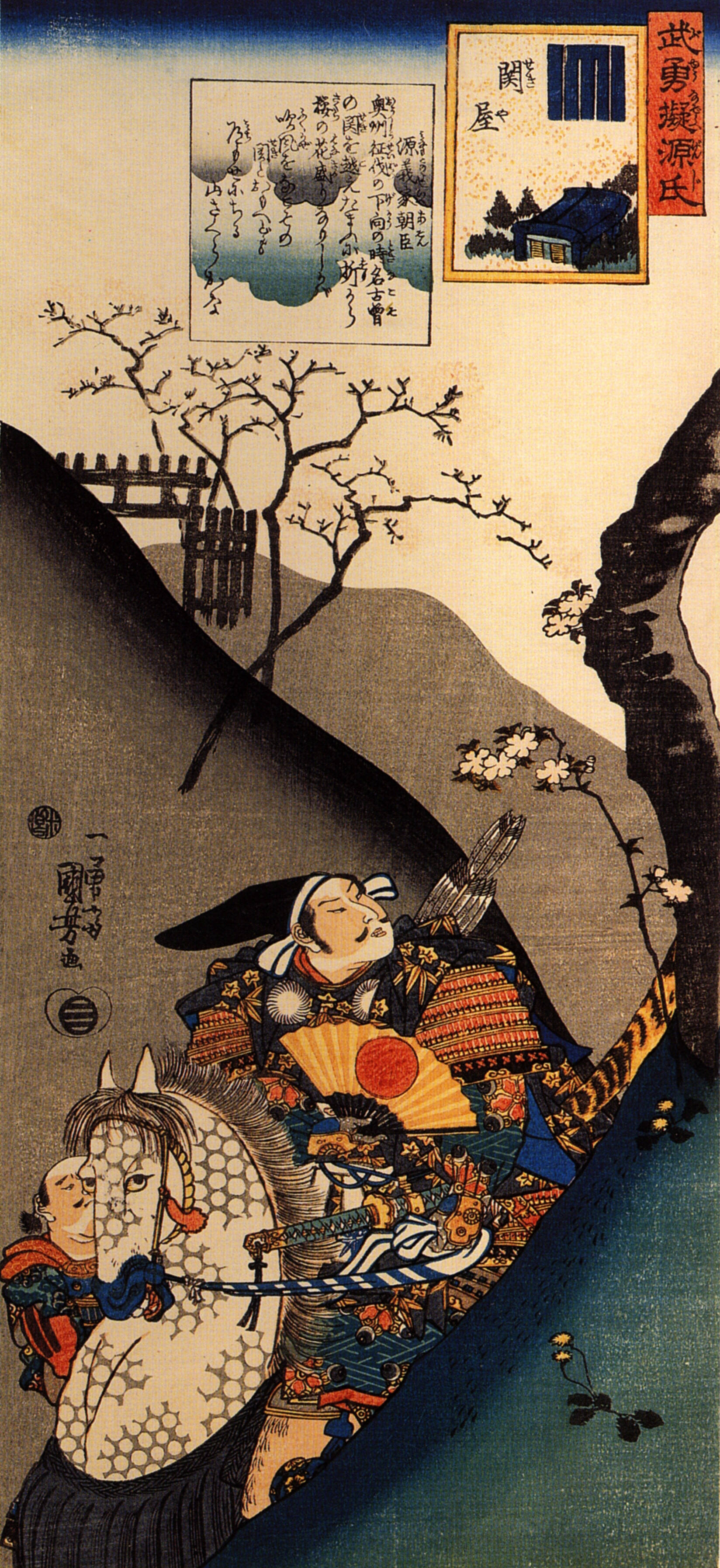
Representación de Minamoto no Yoshiie sosteniendo un gunsen con la imagen del disco solar.
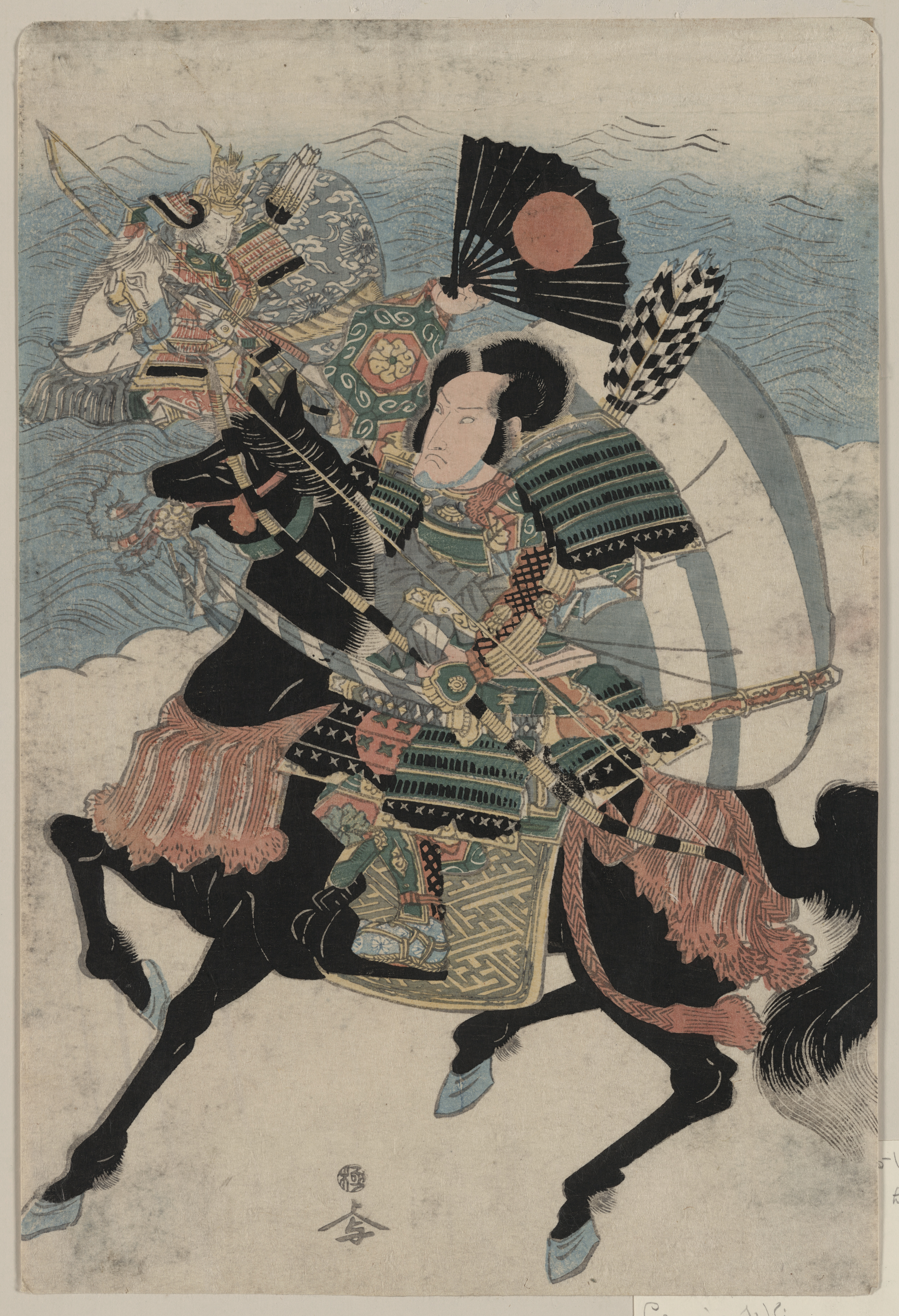
Taira no Atsumori portando un gunsen con el disco solar.

#### Período Sengoku y Azuchi-Momoyama
Durante el período Sengoku, la identificación de las tropas por medio de banderas, así como la señalización por medio de ellas, aumentó su importancia, y además surgieron banderas más grandes llamadas nobori, las cuales iban atadas tanto a una barra vertical como a un mástil.
Takeda Shingen, uno de los principales daimyos de este período, utilizó un Hinomaru en sus banderas. Una de ellas aún se conserva en el Museo Takeda, en el templo Erin, en Kofu. El famoso rival de Shingen, Uesugi Kenshin, utilizó también el Hinomaru en las suyas.
Otros daimyou de este período que utilizaron un disco solar como símbolo personal fueron Sakai Tadatsugu, que lo empleaba en un uma jirushi, y Date Masamune, quien es representado en un dibujo con un disco solar como su sashimono —o pequeña bandera de identificación personal que iba atada en la espalda del samurái—. Toyotomi Hideyoshi, uno de los «grandes unificadores de Japón», portó el disco solar en sus barcos durante las invasiones japonesas a Corea, mientras que Tozawa Masamori, aliado de Tokugawa Ieyasu, utilizó un sashimono para los mensajeros en el que aparecía un disco rojo al centro de una bandera con fondo azul.

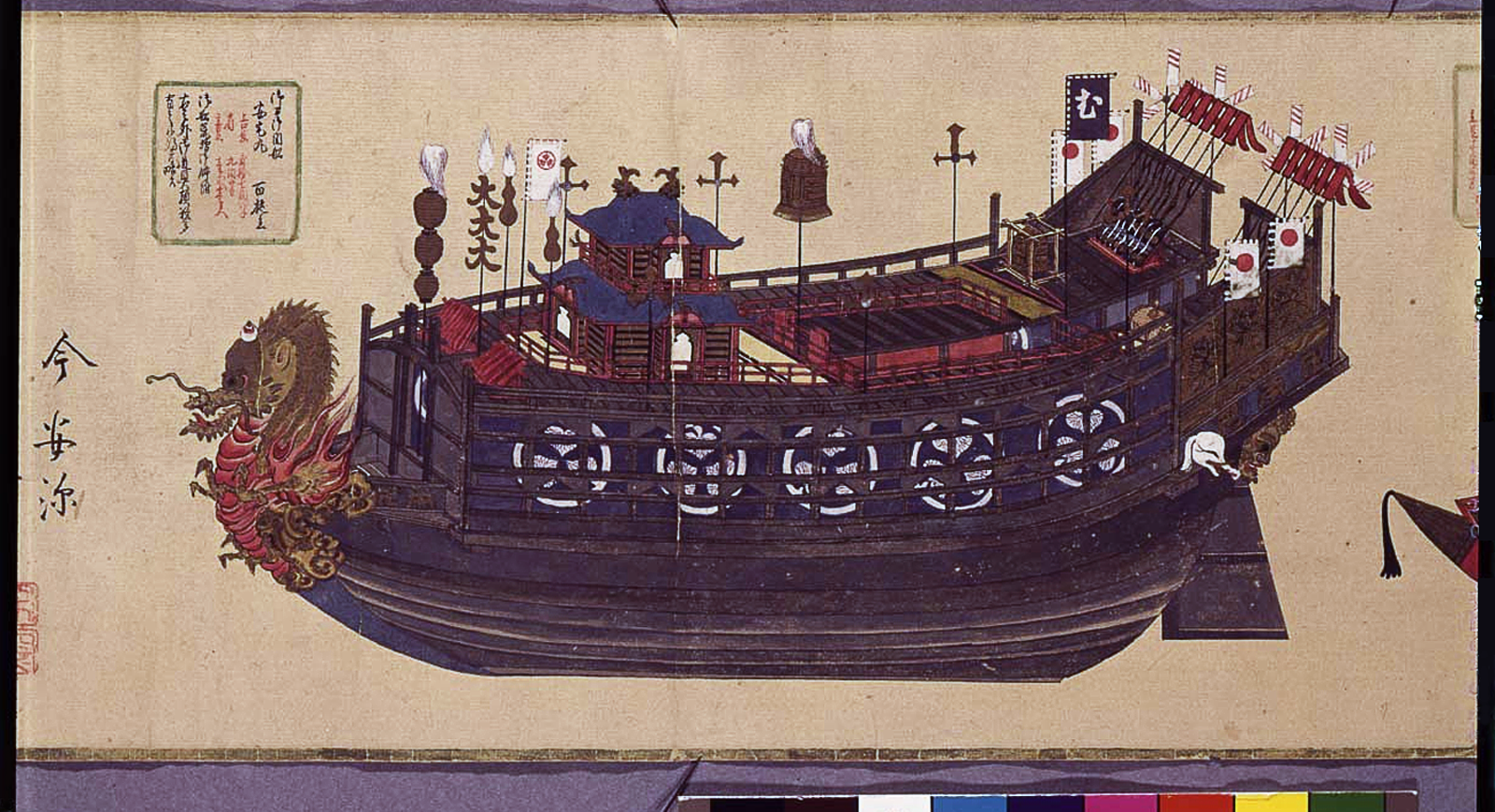
Representación de un atakebune, en el que se pueden observar cuatro Hinomaru en el lado de popa
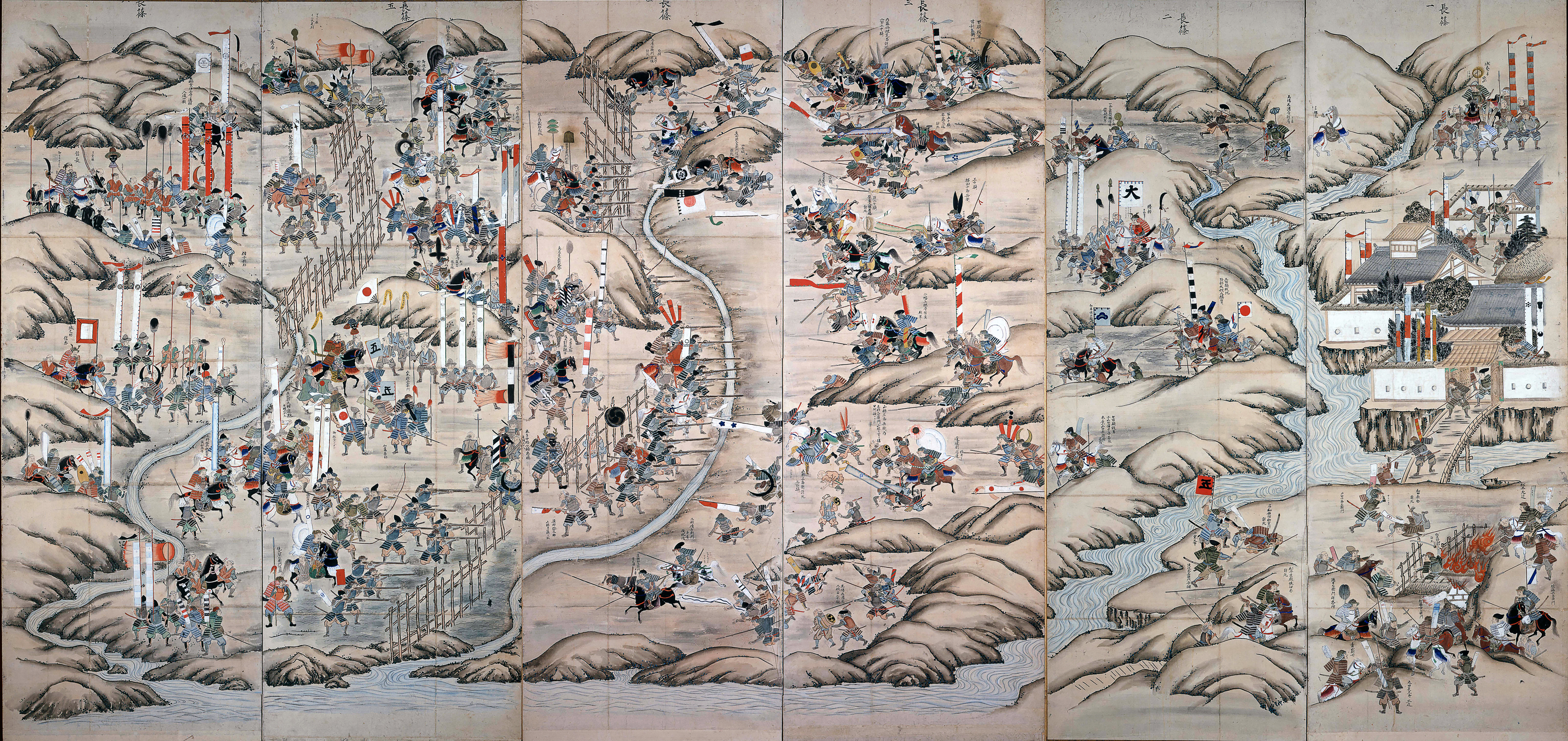
Representación de la batalla de Nagashino. Se pueden observar algunos Hinomaru en las banderas

#### Shogunato Tokugawa
En 1600 el país prácticamente quedó dividido en dos bandos, los cuales se enfrentaron en la batalla de Sekigahara. De dicho conflicto resultó vencedor Tokugawa Ieyasu, quien ese mismo año instauró el shogunato Tokugawa, además de ordenar la ubicación del Hinomaru en los mástiles de sus barcos para que fueran su insignia naval.
Durante el shogunato Tokugawa se decretó una política conocida como sakoku, la cual restringía la comunicación con el resto de los países, principalmente con las potencias extranjeras. La reclusión terminó en 1853, cuando el comodoro Matthew Perry obligó a Japón a abrir sus fronteras —en un episodio conocido como «barcos negros»—. En 1854, el gobierno ordenó que todos los barcos japoneses portaran el Hinomaru para que se distinguieran de los barcos extranjeros. Antes de eso, banderas con distintos tipos de Hinomaru se utilizaron en embarcaciones que comerciaban con Rusia y Estados Unidos.
Ya para finales de esta época, el disco solar rojo era común en las banderas de distintos grupos sociales.

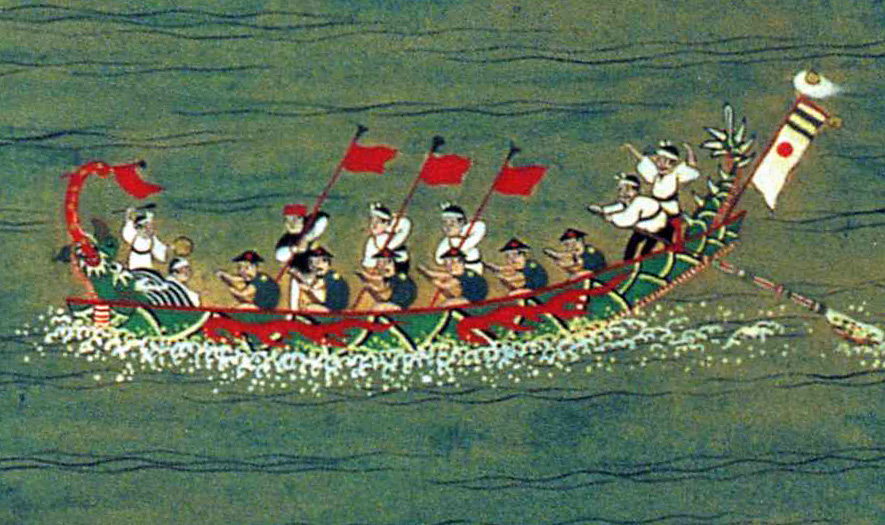
Dibujo del siglo XIX de una embarcación en Ryukyu, similar al barco-dragón
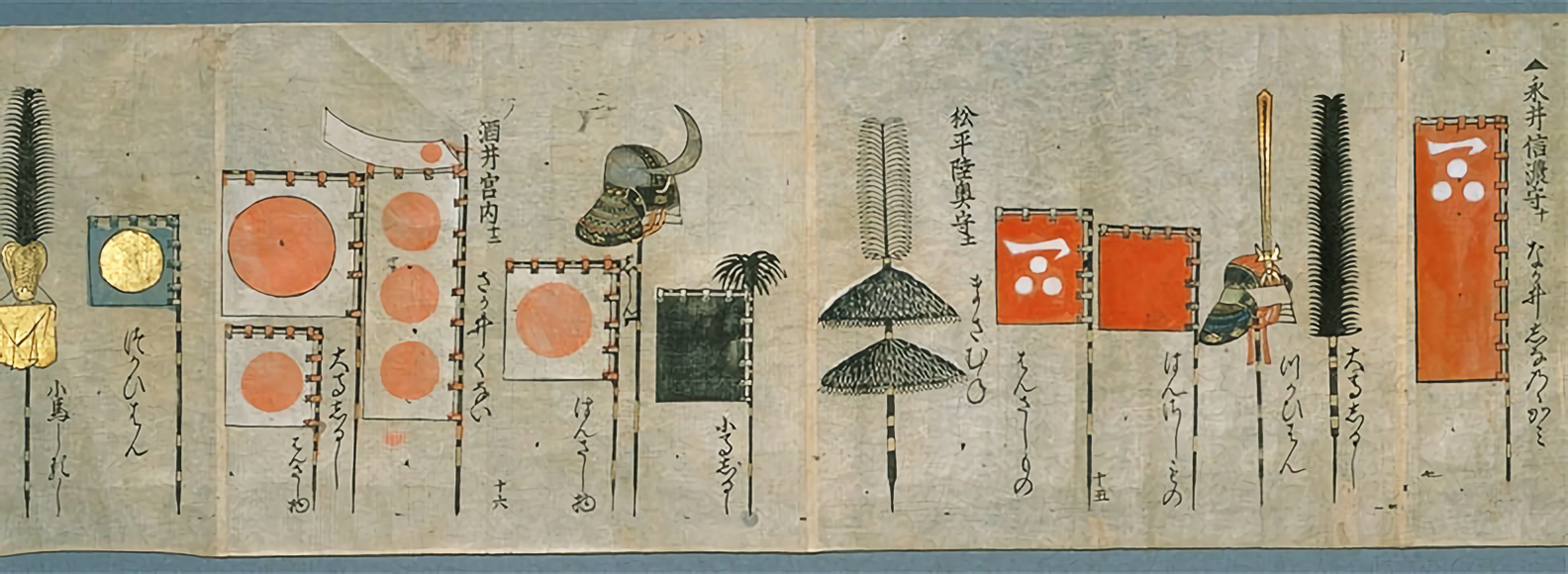
Vista de una de las páginas del Ō uma jirushi, obra escrita por el monje Kyūan a comienzos del período Edo. Se aprecia el Hinomaru, utilizado por el clan Sakai.
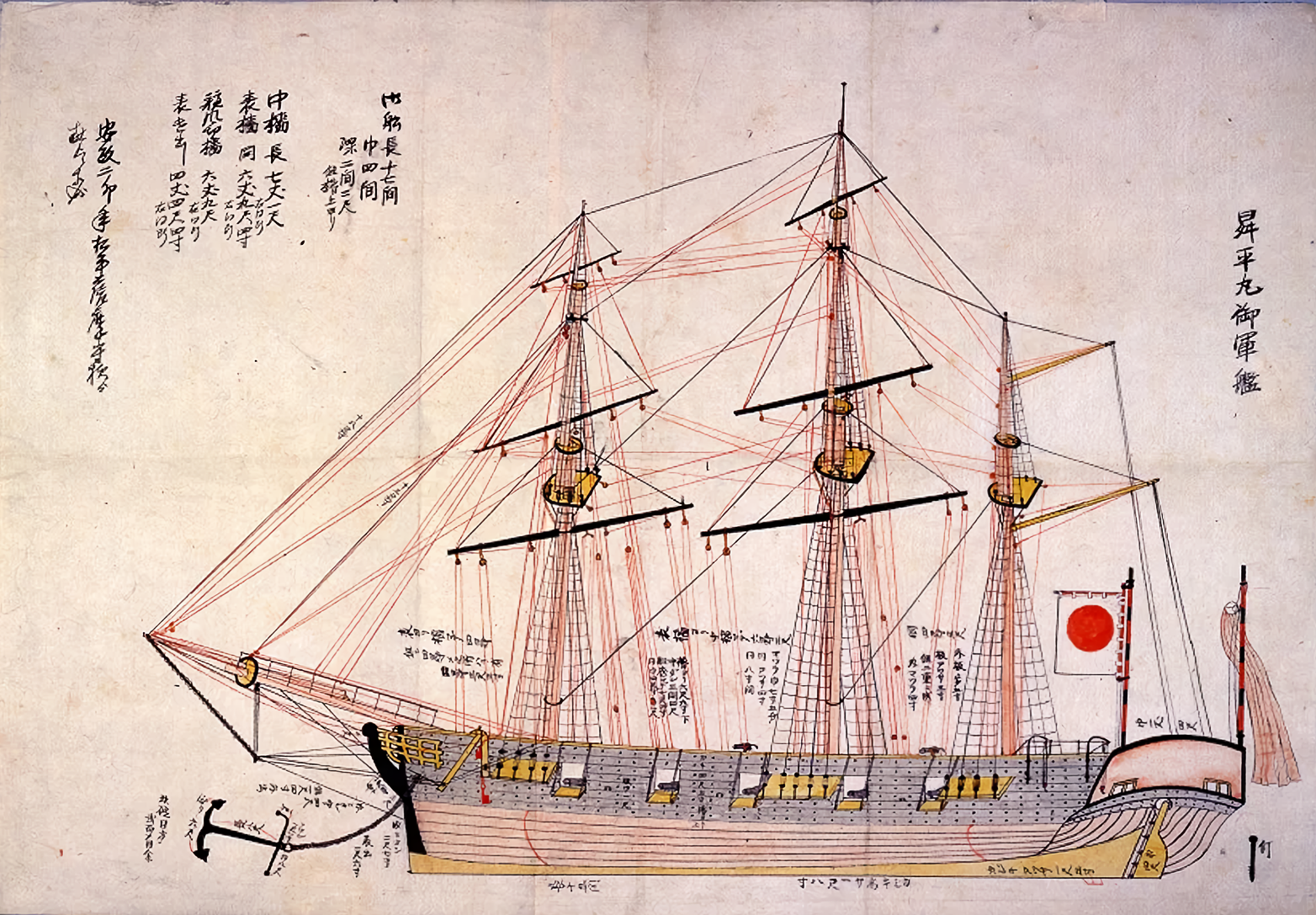
El Shōhei Maru, el primer barco de guerra japonés al estilo occidental.

### Restauración Meiji

Bandera de Japón (1870-1999)

La actitud que tomó el shogunato frente a las potencias extranjeras motivó la inconformidad de varios grupos sociales, que lucharon por el regreso a la actividad política del emperador, recluido a asuntos religiosos desde varios siglos atrás. La situación derivó en la guerra Boshin, con la consecuente renuncia del último shōgun Tokugawa. Curiosamente, durante dicho conflicto, tanto beligerantes aliados al shogunato como los que apoyaban al emperador utilizaron la bandera del Hinomaru. El emperador tomó entonces las riendas del país y su gobierno comenzó un proceso de modernización del país. Dos proclamaciones del año 1870, llevadas a cabo por el Consejo de Estado (Daijō-kan), el cuerpo gobernante en los inicios de la era Meiji, daban sendas provisiones para el diseño de una bandera nacional. Una bandera con un disco solar fue adoptada como nacional para los barcos mercantes en la Proclamación n.º 57 del tercer año de Meiji —expedida el 27 de febrero de 1870—, mientras que otra bandera nacional era utilizada por la Armada bajo la Proclamación n.º 651 del tercer año de Meiji —expedida el 27 de octubre de 1870—. Un año más tarde, sin embargo, las responsabilidades legislativas recayeron en la Cámara de izquierda (Sa-in) y finalmente, en 1885, el Consejo fue reemplazado por el Gabinete (Naikaku). Todas las leyes previas que no fueron publicadas en la Gaceta Oficial de Japón fueron entonces abolidas, así como las «declaraciones» del Consejo. El Hinomaru fue entonces la bandera nacional conforme a la ley hasta 1885 —lo que la convierte en la primera bandera nacional adoptada— y posteriormente en la bandera nacional de facto, al no aprobarse otra ley para este símbolo durante la Restauración Meiji.
Mientras que la idea de los símbolos nacionales resultaba extraña para los japoneses, el gobierno Meiji los necesitaba para comunicarse con el resto de los países. Posteriores implementaciones por parte del gobierno le dieron mayor identificación al país, incluyendo el himno Kimigayo y el sello imperial. Se instauró además el sintoísmo estatal, mediante el cual se buscó una unidad nacionalista al estado, apoyado en las creencias del sintoísmo. Entre otras medidas, se instauró un nuevo calendario que reemplazó al de las cinco festividades al año (gosseku), y durante las nuevas celebraciones, el gobierno presionó a los habitantes para que el Hinomaru fuera ondeado en esas fechas, incluso bajo coerción de la policía.

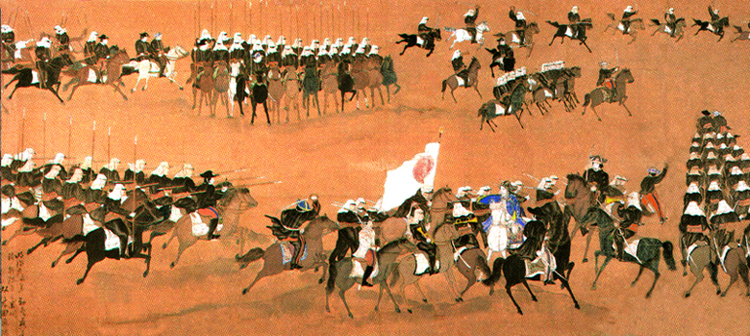
Caballería durante los últimos años del shogunato Tokugawa, al estilo francés
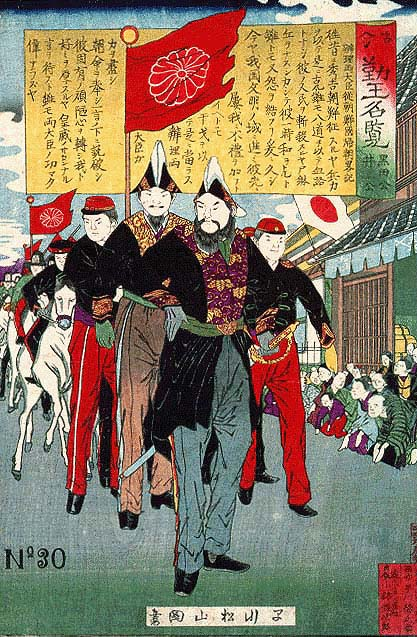
Nishiki-e de la era Meiji representando a Kuroda Kiyotaka. A la derecha se observa un Hinomaru ondeando desde una casa.
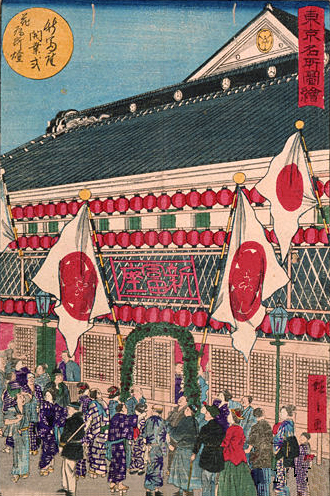
Nishiki-e de 1878: La gran apertura del teatro Shintomi y sus fabulosas luces de gas. Se puede apreciar un Hinomaru en el extremo derecho de la imagen.

### Imperialismo japonés y guerra del Pacífico

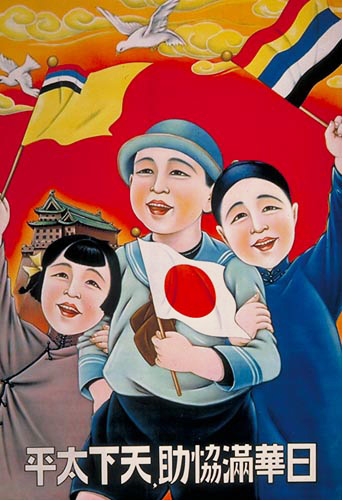
Cartel propagandístico de la armonía entre los japoneses, chinos y manchúes. El texto dice «Con la cooperación de Japón, China y Manchukuo, el mundo puede estar en paz».

El uso de la bandera nacional aumentó conforme Japón se convertía en imperio, y el Hinomaru estuvo presente durante las celebraciones de las victorias de la primera guerra sino-japonesa y la guerra ruso-japonesa. Además, la bandera se utilizó en los esfuerzos bélicos a lo largo de todo el país. A pesar de ello, en 1931, un miembro de la Cámara de Representantes propuso un proyecto de ley para que la bandera alcanzara el nivel de símbolo nacional (Dai Nihon teikoku kokki hōan), que fue rechazado por la Cámara de Pares.
Una película propagandística de 1934 mostraba banderas de otros países como incompletas y defectuosas en sus diseños, mientras que se mostraba a la japonesa como perfecta en todas sus formas. En 1937, un grupo de niñas de la prefectura de Hiroshima mostraron su solidaridad con los soldados que luchaban en China durante la segunda guerra sino-japonesa, comiendo Hinomaru bentō, consistente en un umeboshi en medio de una cama de arroz. El Hinomaru bentō se convirtió en el principal símbolo de la movilización de guerra y solidaridad de los soldados hasta la década de 1940.
Las primeras victorias de la guerra contra China provocaron que el Hinomaru se utilizara nuevamente en las celebraciones. Se dice que la bandera podía verse en las manos de todos los japoneses durante los desfiles.
Durante este período, los libros de texto mostraban el Hinomaru con distintas consignas, las cuales expresaban devoción al emperador y al país. El patriotismo fue enseñado como una virtud a los niños japoneses. Expresiones de patriotismo, tales como portar la bandera o rendir culto al emperador todos los días, eran considerados hábitos del «buen japonés».
La bandera fue una herramienta del imperialismo japonés en las áreas ocupadas del Sureste de Asia durante la Segunda Guerra Mundial: las personas tenían que usar la bandera y los niños tenían que cantar el Kimigayo en la escuela mientras se izaba la bandera en las ceremonias. En algunas áreas, se permitieron banderas locales, como en Filipinas, Indonesia y Manchukuo,

 aunque en algunas otras colonias —como en el caso de Corea— el Hinomaru y otros símbolos se utilizaron para relegar a los coreanos a un estatus de segunda clase dentro del imperio.
Para los japoneses, el Hinomaru era «la bandera del sol naciente que iluminará la oscuridad de todo el mundo». Para los occidentales, era uno de los símbolos militares más poderosos de Japón.

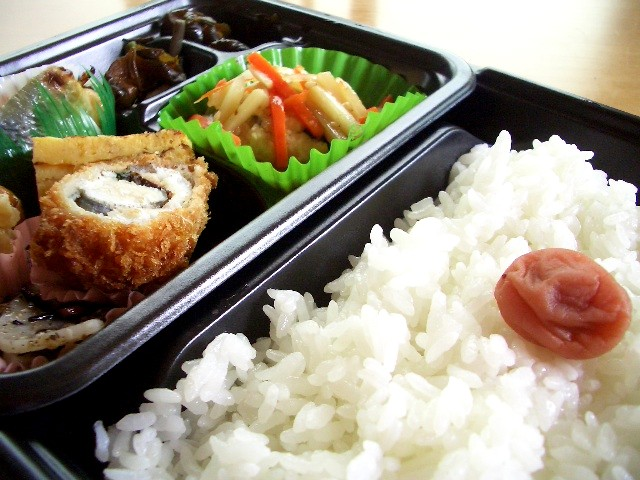
Un makunouchi, un tipo de bentō japonés. A la derecha se ve un Hinomaru bentō, muy popular durante el imperialismo de Japón. Consiste de una cama de gohan —arroz blanco cocido al vapor— con un umeboshi en el centro.
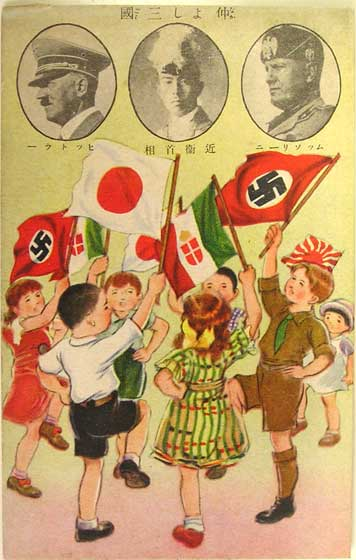
Niños ondean las banderas de Japón, Italia y la Alemania nazi. 1938.
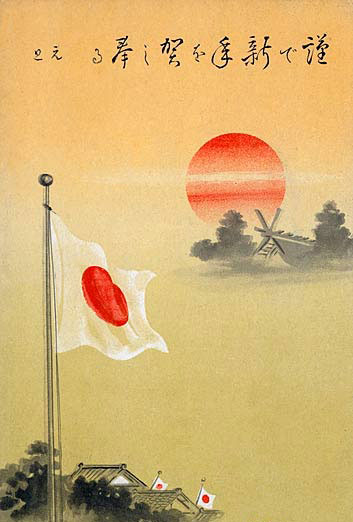
Tarjeta de año nuevo de 1905 con la imagen del Hinomaru.
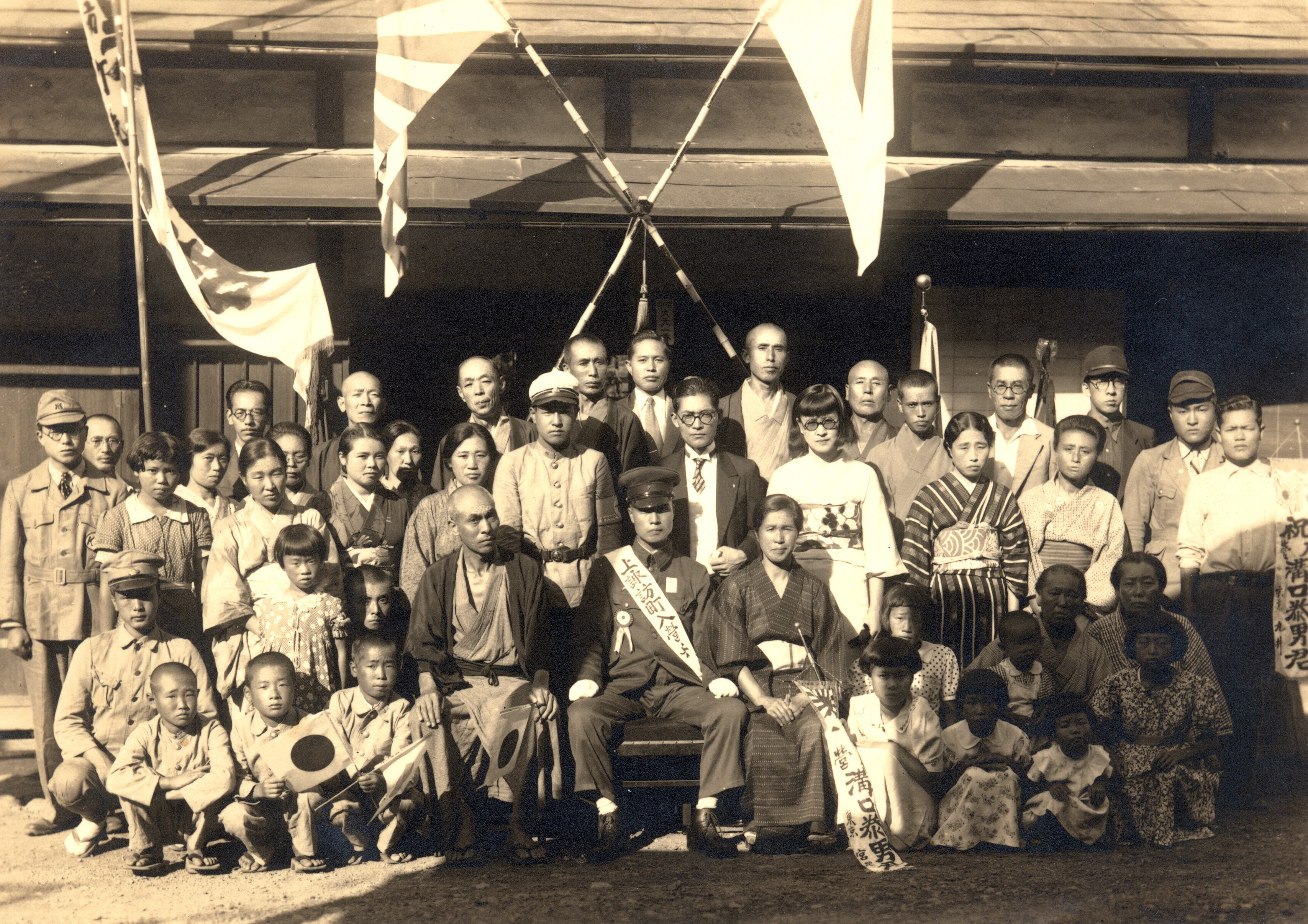
Fotografía de un alistamiento de la década de 1930. El Hinomaru es mostrado en la casa y es portado por varios niños.

### Ocupación estadounidense

Pabellón usado durante la ocupación de Japón

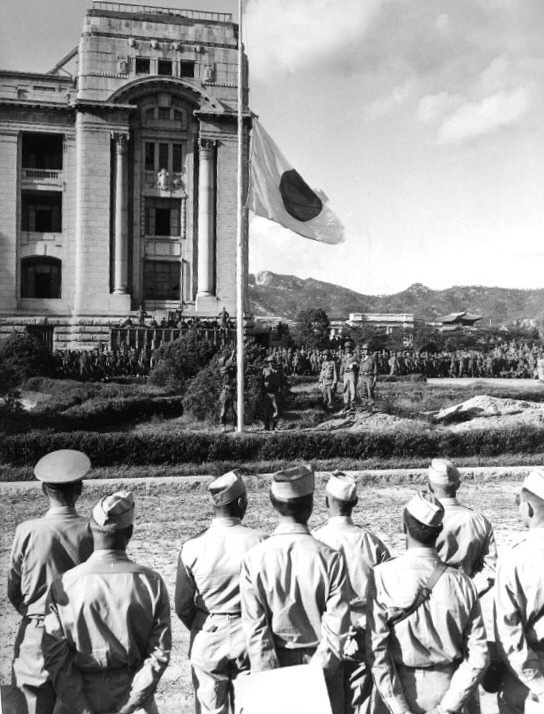
El Hinomaru, mientras es descendido en Seúl, Corea, el 9 de septiembre de 1945, día de la rendición.

El Hinomaru fue la bandera nacional de facto durante toda la Segunda Guerra Mundial y el período de ocupación. No obstante, en los primeros años de posguerra era necesario el permiso del comandante supremo de las Potencias Aliadas para izar la bandera del sol naciente.
Las fuentes existentes divergen en el grado en que el uso del Hinomaru se vio restringido. Aunque algunas referencias utilizan el término «prohibir», las restricciones originales eran severas, pero no llegaron nunca a la total prohibición.
Después de la Segunda Guerra Mundial, los barcos japoneses civiles de la Autoridad de Control de Navegación de los Estados Unidos para la marina mercante japonesa utilizaron una insignia. Modificada a partir del código de señalización, la insignia fue utilizada desde septiembre de 1945 hasta el fin de la ocupación estadounidense.
Por su parte, los barcos estadounidenses que operaban en aguas japonesas utilizaban una bandera de señalización modificada de la «O» como su insignia.
El 2 de mayo de 1947, el general Douglas MacArthur levantó las restricciones concernientes al uso en público del Hinomaru en el edificio de la Dieta Nacional, el Palacio Imperial, la residencia del primer ministro y el edificio de la Corte Suprema, esto con la ratificación de la nueva Constitución de Japón. Las restricciones se relajaron aún más en 1948, cuando se le permitió a los ciudadanos ondear la bandera en celebraciones nacionales. En enero de 1949, las restricciones se abolieron definitivamente al permitírsele a todos ondear el Hinomaru en cualquier momento sin ningún tipo de permiso. Como resultado, se alentó en escuelas y hogares ondear la bandera hasta cerca de la década de 1950.

### De la posguerra a 1999

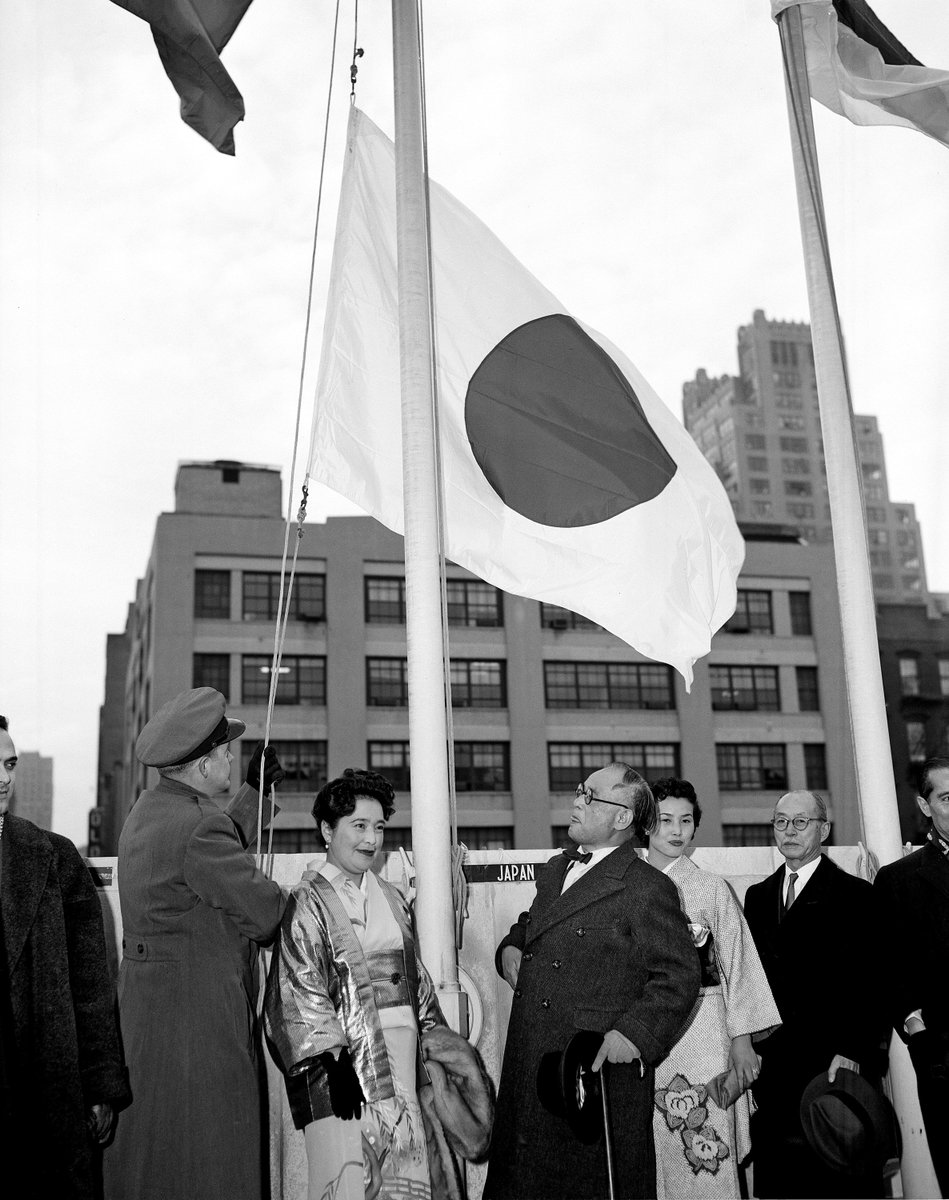
El Hinomaru mientras es izado en las oficinas de las Naciones Unidas en Nueva York (1956)

Desde la Segunda Guerra Mundial, la bandera de Japón ha sido criticada por la asociación que se tiene de ella con el pasado militarista del país; críticas similares se han hecho contra el himno nacional. Los sentimientos alrededor del Hinomaru y el Kimigayo representaron un cambio, del sentimiento patriótico del Dai Nippon (Gran Japón) al pacifista y antimilitar Nihon. Debido a este cambio ideológico, la bandera fue utilizada con menos frecuencia en Japón después de la guerra, a pesar de que las restricciones del comandante supremo de las Potencias Aliadas fueron levantadas en 1949.
Mientras que Japón comenzó a restablecer sus relaciones diplomáticas, el Hinomaru fue utilizado como arma política en el exterior. En la visita de 1971 del emperador Shōwa y la emperatriz Kōjun a Países Bajos, el Hinomaru fue incendiado por ciudadanos de ese país, quienes demandaban que, o el emperador regresara a su país, o que fuera enjuiciado por la muerte de prisioneros de guerra neerlandeses durante la guerra. Internamente, la bandera ni siquiera fue utilizada durante las protestas en contra del nuevo acuerdo de estatus de fuerzas militares negociado entre Estados Unidos y Japón. La bandera utilizada con mayor frecuencia por los sindicatos y otros colectivos de protesta fue la bandera roja de revuelta.
Cuando Tokio albergó los Juegos Olímpicos de 1964 se planteó un nuevo problema con la bandera. Antes de la celebración de los juegos, el tamaño del disco solar fue cambiado al considerar que no impactaba al ser izada junto a otras banderas. Tadamasa Fukiura, un especialista en colores, decidió colocar el disco solar a las dos terceras partes de la longitud de la bandera. Fukiura además decidió los colores de la bandera de 1964, así como la de los Juegos Olímpicos de 1998 en Nagano.
En 1989, la muerte del emperador Shōwa trajo consigo problemas morales con respecto a la bandera. Algunos conservadores consideraban que si la bandera podía utilizarse durante las ceremonias sin abrir viejas heridas, quizás habría una posibilidad de que el Hinomaru se convirtiera en la bandera nacional sin que su significado constituyera un reto. Durante un período de seis días, la bandera ondeó a media asta o fue cubierta con tela negra a lo largo de todo el país. A pesar de los brotes de protestas y actos de vandalismo cometidos, la presencia de la bandera el día del funeral del emperador, así como el derecho de las escuelas de colocar a media asta la bandera sin reservas, significó un éxito para los conservadores.

### Desde 1999

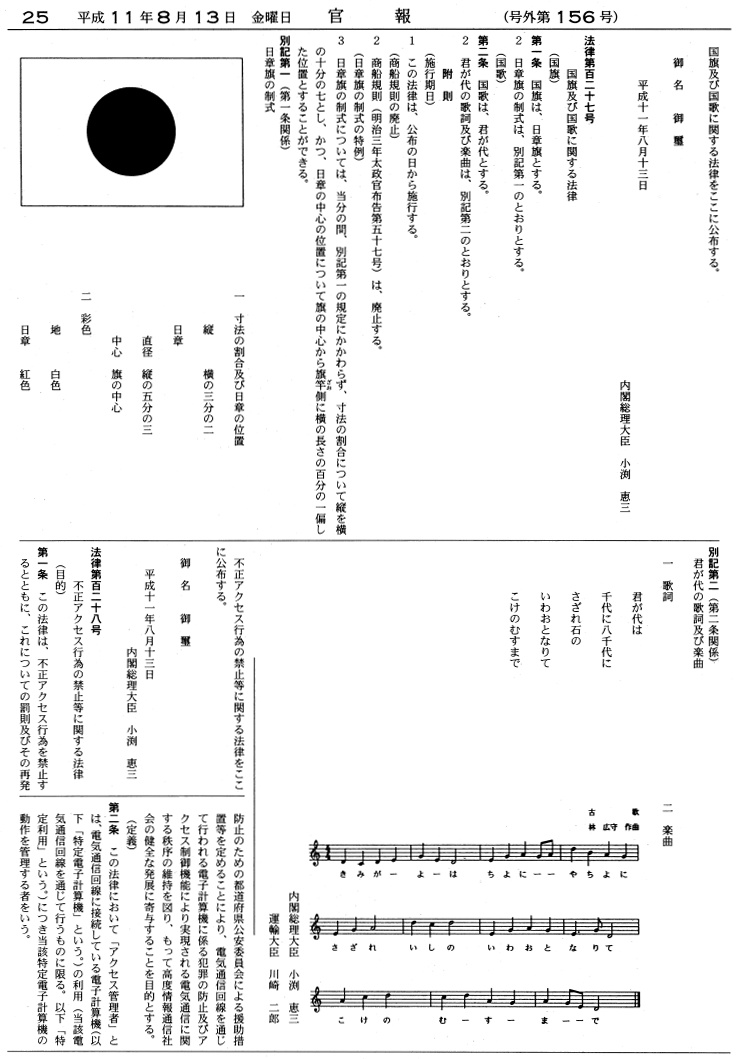
La Ley Concerniente a la Bandera y el Himno Nacional, tal y como apareció en la Gaceta Oficial el 15 de agosto de 1999.

La Ley Concerniente a la Bandera y el Himno Nacional (国旗及び国歌に関する法律 Kokki Oyobi Kokka ni Kansuru Hōritsu?) fue aprobada en 1999, donde se proclamaron como símbolos nacionales de Japón el Hinomaru y el Kimigayo.
La propuesta de ley derivó del suicidio del director de una escuela en Hiroshima, quien no pudo resolver una disputa entre la junta de la escuela y los profesores a raíz de una discusión acerca del Hinomaru y el Kimigayo.
El primer ministro Keizō Obuchi, del Partido Liberal Democrático, decidió preparar las leyes necesarias para que ambos símbolos nacionales se convirtieran en los oficiales para el año 2000. Su secretario general del gabinete, Hiromu Nonaka, deseaba que la respectiva legislación estuviera terminada para el décimo aniversario de la coronación de Akihito como emperador.
Los principales defensores de la propuesta fueron los miembros del Partido Liberal y del Kōmeitō, mientras que la oposición incluía al Partido Socialdemócrata y al Partido Comunista, que alegaban las vinculaciones de ambos símbolos nacionales con la época militarista. El Partido Comunista no permitió que el asunto se decidiera por medio de los ciudadanos, mientras que el Partido Democrático de Japón no podía llegar al consenso dentro de sus propias filas. Su presidente, Naoto Kan, aseguró que el partido debía apoyar la propuesta, porque la institución había ya reconocido ambos símbolos como nacionales. Tanto el secretario general de la Diputación como el futuro primer ministro pensaban que la propuesta causaría más divisiones dentro de la sociedad y las escuelas públicas.
La Cámara de Representantes aprobó la propuesta el 22 de julio de 1999, con 406 votos a favor y 86 en contra. La legislación se envió a la Cámara de Consejeros el 28 de julio, siendo aprobada el 9 de agosto. Fue proclamada como ley el 13 del mismo mes. Intentos por parte del Partido Democrático durante la votación para que solamente el Hinomaru fuera nombrado bandera oficial fueron rechazados por la Dieta.
El 8 de agosto del 2009 se tomó una fotografía durante una reunión del Partido Democrático con motivo de las elecciones generales para la Cámara de Representantes de ese año en la cual se apreciaba un estandarte colgando del techo, el cual se había hecho cortando dos banderas Hinomaru y se habían unido formando el logotipo del partido. Los miembros del Partido Liberal se sintieron agraviados y el primer ministro, Tarō Asō, aseguró que dicho acto era imperdonable. En respuesta, el presidente del Partido Democrático, Yukio Hatoyama —quien había votado por la Ley Concerniente a la Bandera y el Himno Nacional—, aseguró que el estandarte no era un Hinomaru, por lo que no debía considerarse como tal.

## Diseño

La bandera tiene una proporción de dos por tres (2:3). El diámetro del disco solar es de tres quintos de la anchura (altura) de la bandera y está colocado directamente en el centro.

Aprobada en 1870, la Proclamación n.º 57 del primer ministro contaba con dos provisiones relacionadas con la bandera nacional. La primera provisión especificaba cómo y quién izaba la bandera, mientras que la segunda especificaba cómo debía hacerse la bandera. La proporción especificada era de siete unidades de largo por diez de ancho (7:10). El disco rojo, representando al Sol, fue calculado en tres quintas partes de la anchura en el asta. La ley estipulaba que el disco estuviera en el centro, aunque usualmente se colocaba un centésimo (1/100) hacia el lado del mástil. El 3 de octubre de ese mismo año, se aprobó otra serie de regulaciones para el diseño de la insignia mercante y otras banderas navales. Para la bandera mercante, la proporción se estipuló en dos unidades de largo por tres de ancho (2:3). El tamaño del disco fue el mismo, aunque se colocó un veinteavo (1/20) hacia el lado del mástil.
Al aprobarse la Ley Concerniente a la Bandera y el Himno Nacional, las dimensiones de la bandera se modificaron ligeramente. La proporción total se cambió a dos unidades de largo por tres de ancho (2:3). El disco solar se movió hacia el centro, aunque su tamaño continuó siendo el mismo.
El fondo de la bandera es blanco con un disco solar rojo (紅色 beni iro?), pero el tono exacto del color no fue definido en la ley de 1999. La única posta dada es que el color rojo era de un tono «intenso».
Establecida por la Agencia de Defensa de Japón (hoy día el Ministerio de Defensa) en 1973, la lista de especificaciones del color rojo de la bandera se determinó como 5R 4/12, mientras que el blanco es N9 en el Sistema de Color de Munsell. El documento fue cambiado el 21 de marzo de 2008, de tal forma que la construcción de la bandera según la legislación y la tabla de colores de Munsell coincidieran. El documento menciona la fibra acrílica y el nailon como telas que pueden usarse en la confección de banderas utilizadas para el ejército. Para el acrílico, el color rojo es 5.7R 3.7/15.5 y el blanco N9.4; nailon tiene 6.2R 4/15.2 para rojo y N9.2 para blanco. En un documento emitido por la oficina de Asistencia Oficial de Desarrollo, el color rojo para el Hinomaru y el logotipo de la organización es definido como DIC 156 y CMYK 0-100-90-0. Durante las deliberaciones para establecer el marco legal de la ley concerniente a los símbolos nacionales de 1999 se sugirió que se usara un tono de rojo brillante (赤色 aka iro?) o un color de acuerdo con la Japanese Industrial Standards.
| Color oficial (blanco) | Color oficial (rojo)    | Sistema de colores | Fuente                                                                  | Año  | URL    |
| ---------------------- | ----------------------- | ------------------ | ----------------------------------------------------------------------- | ---- | ------ |
| N9                     | 5R 4/12                 | Munsell            | DSP Z 8701C                                                             | 1973 | [ 76 ] |
| N/D                    | 156                     | DIC                | ODA Symbol Mark Guidelines                                              | 1995 | [ 77 ] |
| N/D                    | 0-100-90-0              | CMYK               | ODA Symbol Mark Guidelines                                              | 1995 | [ 77 ] |
| N9.4 (Acrílico)        | 5.7R 3.7/15.5 (Acrylic) | Munsell            | DSP Z 8701E                                                             | 2008 | [ 76 ] |
| N9.2 (Nailon)          | 6.2R 4/15.2 (Nailon)    | Munsell            | DSP Z 8701E                                                             | 2008 | [ 76 ] |
| N/D                    | 032 Coated              | Pantone            | Guía de protocolos de los Juegos Olímpicos de 2008 – Manual de banderas | 2008 | [ 82 ] |

## Uso y costumbres

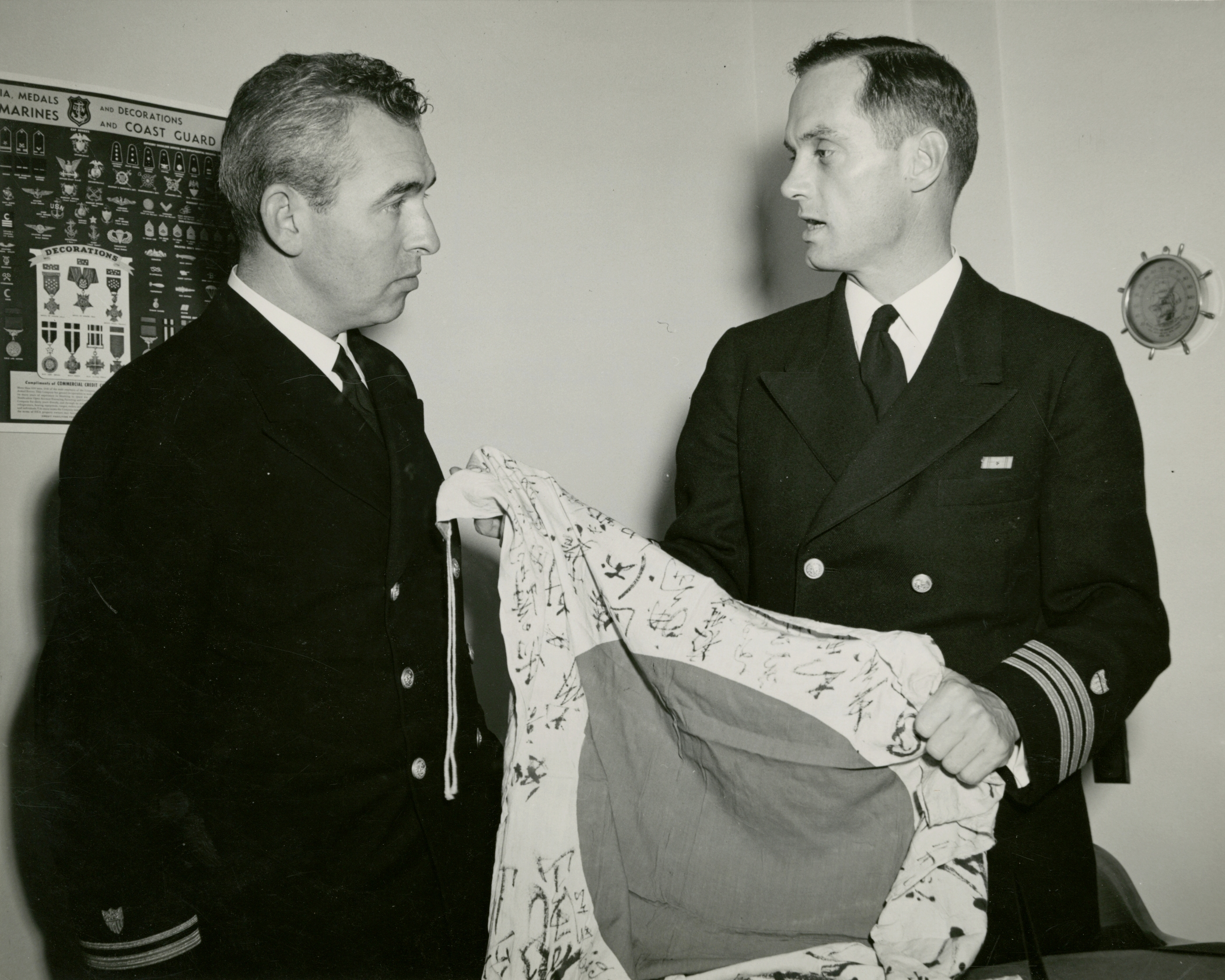
Ejemplo de un Hinomaru Yosegaki. El comandante Dwight Hodge Dexter muestra la bandera japonesa al LTJG Mel Venter durante una conferencia en San Francisco en 1943.

Cuando surgió el Hinomaru, el gobierno pidió a los ciudadanos que saludaran al emperador con la bandera, lo que ocasionó cierto resentimiento entre la población y algunas protestas. La aceptación de la bandera por parte de la ciudadanía requirió de algún tiempo.
Durante la Segunda Guerra Mundial, era una costumbre popular que amigos, compañeros de clase, así como familiares de un soldado firmaran un Hinomaru y se lo obsequiaran. La bandera también era utilizada como amuleto para la buena suerte y una plegaria con la intención de que el soldado regresara a casa a salvo del frente de combate. El término utilizado para este amuleto es Hinomaru Yosegaki (日の丸寄せ書き?). Una de las tradiciones dice que nada de lo que se escriba debe tocar el disco solar. Después de las batallas, las banderas fueron con frecuencia capturadas o encontradas en los cuerpos de los soldados fallecidos. Aunque las banderas se convirtieron en souvenires, existe una tendencia creciente que consiste en enviarlas a los descendientes del soldado al que pertenecía.
La tradición de escribir en una bandera aún continúa, aunque de un modo más limitado. El Hinomaru Yosegaki todavía puede verse en eventos deportivos, donde se desea apoyar al equipo nacional. Otro ejemplo es el hachimaki, una banda para la cabeza de color blanco y con un disco rojo al centro. Durante la guerra, las frases «victoria segura» (必勝 Hisshō?) o «siete vidas» se escribían en el hachimaki, los cuales eran usados por los pilotos kamikazes, lo que demostraba que estaban dispuestos a morir por su país.
Antes de la guerra, se pedía que todos los hogares mostraran un Hinomaru durante las celebraciones nacionales. Actualmente, la bandera de Japón se despliega casi únicamente en edificios del gobierno nacional o local, tales como ayuntamientos. Es raro verlas en hogares o edificios comerciales, aunque algunas personas y compañías recomiendan sacar una bandera durante las fiestas. Aunque el gobierno japonés alienta a los ciudadanos y residentes a ondear la bandera durante celebraciones, no están obligados legalmente a hacerlo.
Desde el 80° cumpleaños del emperador, el 23 de diciembre de 2002, la Kyushu Railway Company ha puesto banderas en 300 estaciones.

## Percepción actual

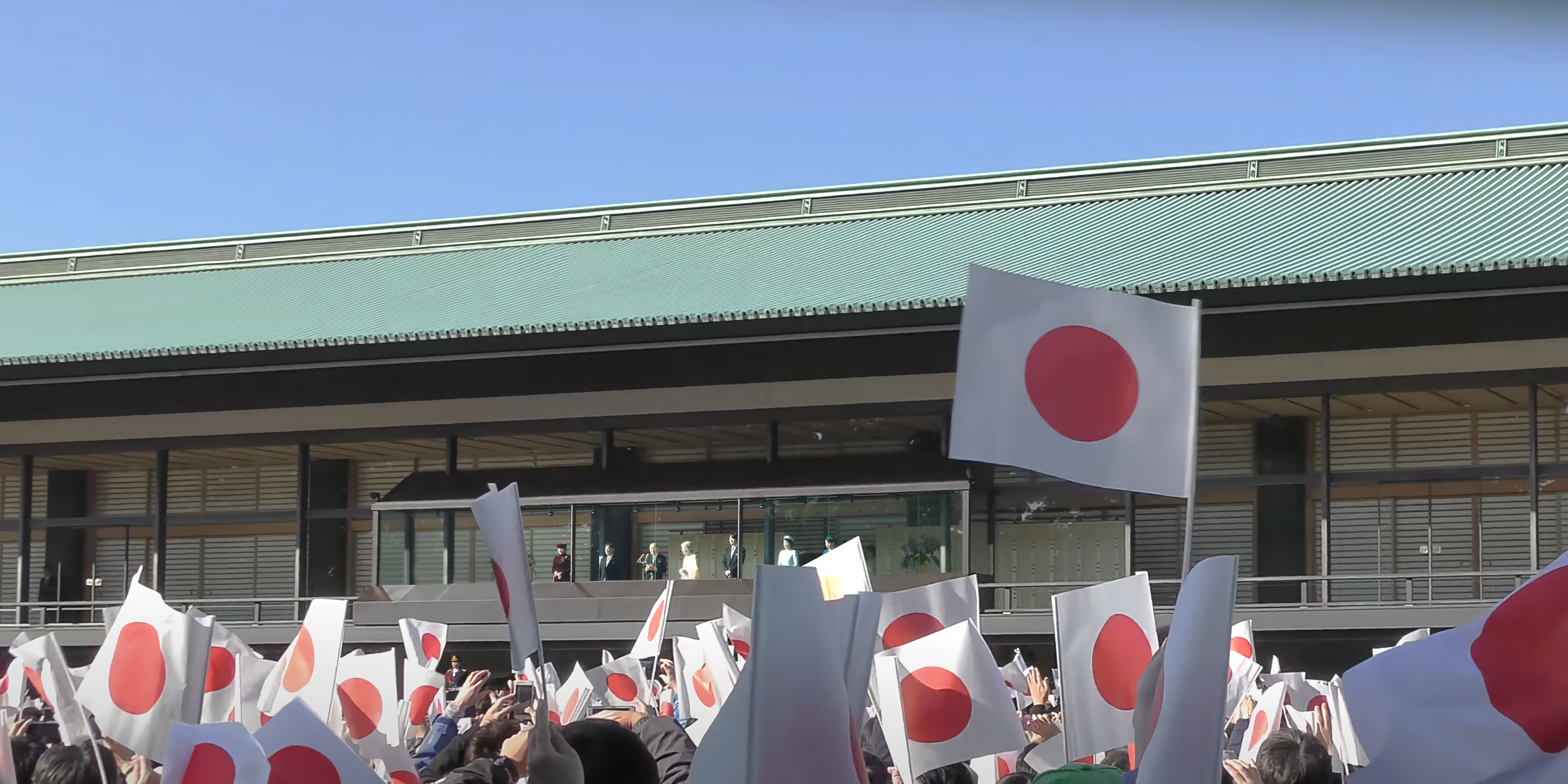
El emperador Akihito se prepara a saludar a la multitud que lo espera en el Palacio Imperial ondeando banderas de Japón durante su cumpleaños. Fotografía tomada el 23 de diciembre de 2017.

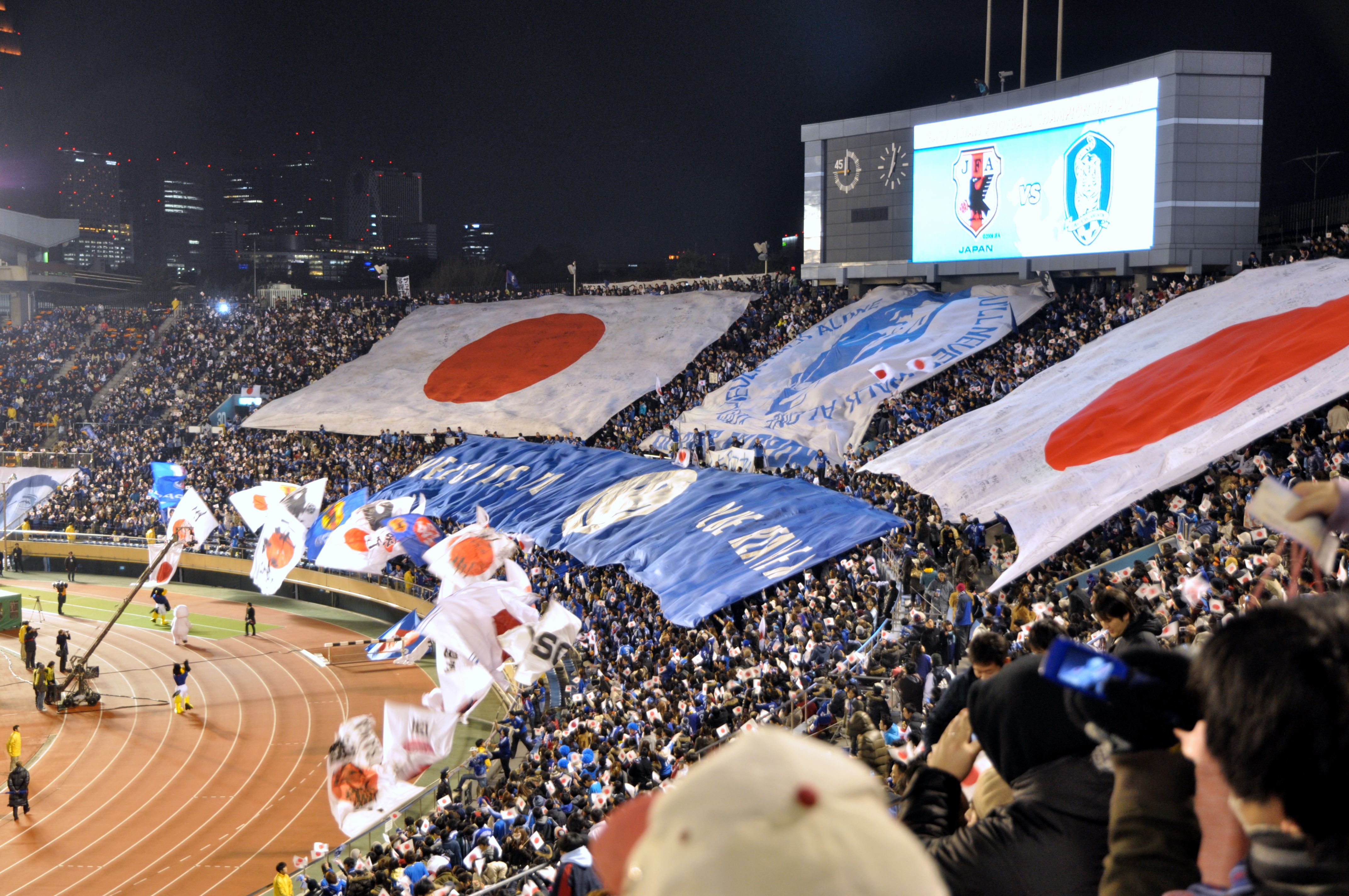
Banderas de Japón en el estadio olímpico de Tokio durante la final del Campeonato de Fútbol del Este de Asia. Fotografía tomada el 14 de febrero del 2010.

De acuerdo con encuestas realizadas por los principales medios de comunicación, la mayoría de los japoneses percibían la bandera como nacional incluso antes de la aprobación de la respectiva ley de 1999. A pesar de esto, controversias alrededor del uso de la bandera en eventos escolares o en los medios aún tienen lugar. Por ejemplo, periódicos liberales como el Asahi Shimbun y el Mainichi Shimbun frecuentemente escriben artículos críticos sobre la bandera nacional, reflejando el espectro político de sus lectores.
El mostrar el Hinomaru en hogares y negocios también se debate entre la sociedad japonesa. Debido a la asociación del Hinomaru con activistas uyoku dantai —derecha—, reaccionarios o hooliganismo, en algunos hogares y negocios se ha decidido no ondear la bandera. Para otros japoneses, la bandera representa la época durante la cual la democracia no existía y Japón era una nación imperialista.
Una percepción negativa del símbolo patrio es común en antiguas colonias de Japón así como dentro del mismo país, tal como en el caso de Okinawa. Un ejemplo importante tuvo lugar el 26 de octubre de 1987, cuando el dueño de un supermercado okinawense incendió una bandera antes del inicio del Festival Nacional Deportivo de Japón. Quien incendió la bandera, Chibana Shōichi, aseguró que lo hizo solo para mostrar su oposición a las atrocidades cometidas por las fuerzas armadas de Japón así como la presencia de las fuerzas estadounidenses, pero además para evitar que fuera mostrada en público. Otros incidentes en Okinawa incluyen una bandera que fue tirada durante las ceremonias escolares, en la que los estudiantes se rehusaban a dar honores a la bandera mientras era izada mientras se entonaba el Kimigayo.
En la República de China y Corea del Sur, ambas naciones ocupadas durante el Imperio del Japón, la adopción del Hinomaru como bandera nacional fue visto como una reacción de este país hacia la derecha y un paso hacia la re militarización. La proclamación de la respectiva ley también coincidió con los debates sobre el estatus del Santuario Yasukuni, la cooperación militar con los Estados Unidos y la creación de un misil de defensa. En otros países que Japón ocupó, la ley de 1999 fue tomada con reacciones diversas o simplemente fue pasada por alto. En Singapur las generaciones más viejas aún tienen reacciones adversas hacia la bandera, aunque los más jóvenes no comparten el punto de vista. El gobierno de Filipinas no solo no creyó que el gobierno japonés quisiera regresar al militarismo, sino que aseguró que el objetivo de la ley de 1999 era establecer formalmente dos símbolos —la bandera y el himno— en la ley, y que todo estado tenía derecho de crear sus símbolos nacionales.
En Japón no existe una ley que criminalice a aquellos que quemen la bandera, aunque no se permite que ninguna bandera extranjera sea quemada en suelo nacional.

## Protocolo

Diagrama publicado en la Regulación 1 de 1912 (Izando la bandera de duelo en honor al emperador).

De acuerdo con el protocolo, la bandera debe izarse desde el amanecer hasta la puesta de sol, aunque a las escuelas y negocios se les permite izarla desde su apertura hasta el cierre. Cuando la bandera de Japón es izada junto con la de otro país simultáneamente, la bandera japonesa toma la posición de honor y la bandera del otro país es izada a su derecha. Ambas banderas deben estar a la misma altura y ser del mismo tamaño. Cuando más de una bandera extranjera se iza junto con la anfitriona, las banderas se colocan según el orden alfabético de sus países de acuerdo con la orden prescrita por las Naciones Unidas. Cuando la bandera queda inservible para su uso posterior, es tradición que sea incinerada en privado.
El Hinomaru tiene por lo menos dos formas de ser izada con motivo de duelo. La primera es izar la bandera a media asta (半旗 Han-ki?), costumbre común con otros países. Las oficinas del Ministerio de Asuntos Exteriores izan la bandera a media asta cuando se lleva a cabo el funeral de algún jefe de Estado de otras naciones. Otro estilo alternativo para ocasiones de duelo es cubrir el remate circular del asta con un paño negro y poner una cinta negra sobre la bandera, lo que se conoce como bandera de duelo (弔旗 Chō-ki?). Este estilo data desde el 30 de julio de 1912, cuando el emperador Meiji falleció y el gabinete ordenó que la bandera nacional debía ser izada durante el duelo a la muerte del emperador. Por otro lado, el gabinete tiene además la autoridad de anunciar el izado a media asta de la bandera.
La respectiva ley sobre la bandera no especifica cómo deben presentarse los debidos honores a la bandera ni al himno, aunque distintas prefecturas han establecido sus propias regulaciones sobre el uso del Hinomaru, así como de otras banderas prefecurales. Por lo tanto, no es obligatorio que todos los asistentes a alguna ceremonia se levanten por respeto a la bandera y canten el himno.

### Escuelas públicas

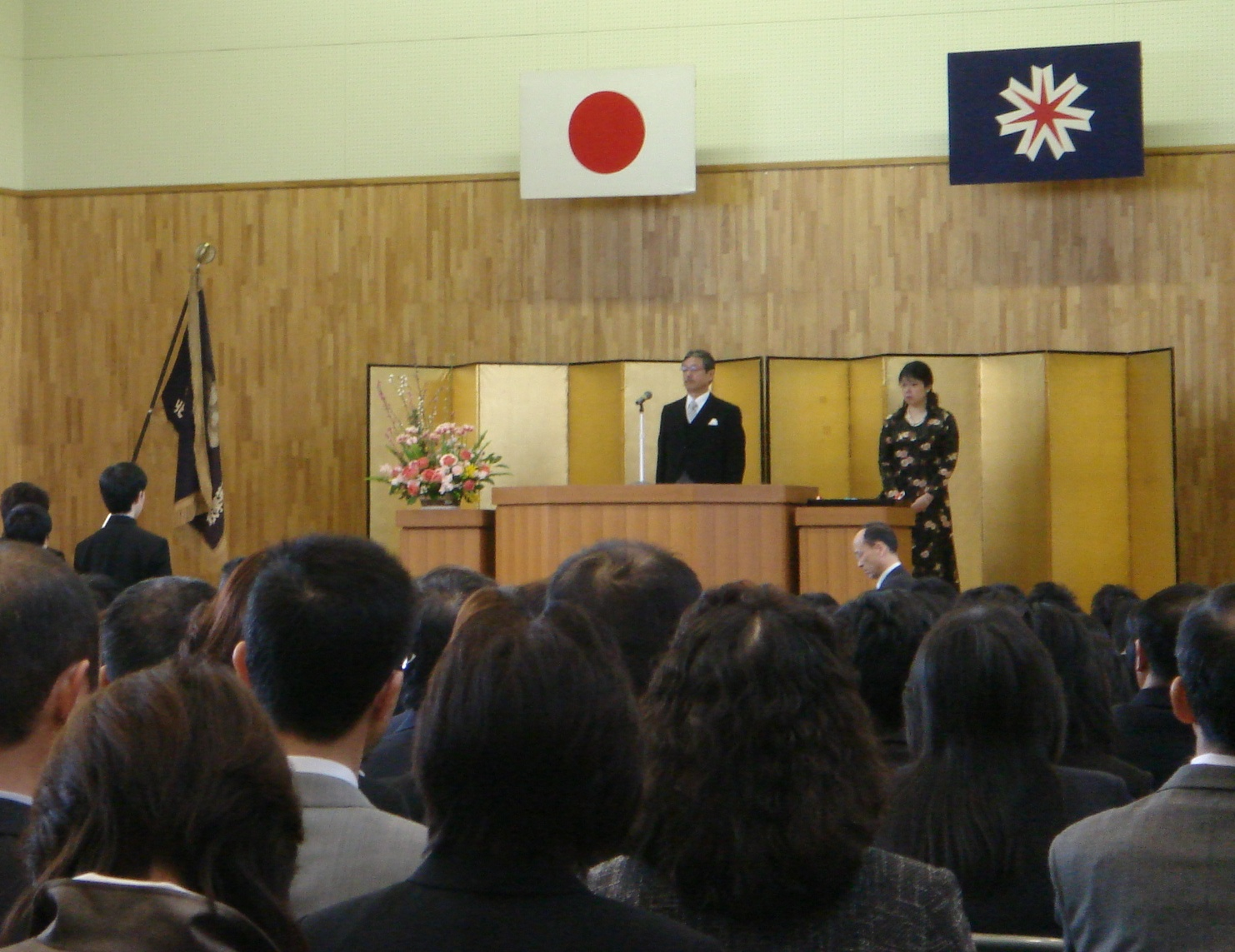
Una ceremonia de graduación en la prefectura de Hokkaido, donde se despliega tanto el Hinomaru como la bandera de la prefectura.

Desde el fin de la Segunda Guerra Mundial, el Ministerio de Educación de Japón ha establecido regulaciones y reglamentos para promover el uso de los símbolos nacionales —tanto el Hinomaru como el Kimigayo— en las escuelas bajo su jurisdicción. El primero de estos reglamentos fue publicado en 1950, donde se aseguraba que era deseable, si bien no requerido, el uso de ambos símbolos. Posteriormente, se expandió de tal modo que ambos símbolos fueran incluidos en las fiestas nacionales y durante eventos ceremoniales, esto con el fin de alentar a los estudiantes a conocer el significado de dichas celebraciones. En una reforma educativa del año 1989, el gobierno —controlado por el Partido Liberal Democrático— aseguró que la bandera debía utilizarse en las ceremonias en la escuela y que se debían presentar honores tanto a la bandera como al himno. En ese año y dentro de las reformas también se proclamaron los castigos pertinentes para aquellos funcionarios escolares que no acataran la orden anterior.
La Guía curricular (学習指導要領 Gakushū shidō yōryō?) de 1999, proclamada por el Ministerio de Educación después de la aprobación de la ley de símbolos nacionales, decretó que «durante las ceremonias de ingreso y graduación, las escuelas deben izar la bandera de Japón e instruir a sus estudiantes para cantar el Kimigayo, dada la importancia de la bandera y la canción». Adicionalmente, un comentario del ministerio sobre la guía en ese mismo año aseguraba que «dado el avance de la internacionalización, junto con la adopción del patriotismo y la consciencia de ser japonés, es importante nutrir la actitud respetuosa de los niños de las escuelas hacia la bandera y el Kimigayo, ya que ellos crecen para ser ciudadanos japoneses respetables en una sociedad internacionalizada». El ministerio también aseguró que si los estudiantes japoneses no podían respetar sus propios símbolos, no serían capaces de respetar los símbolos de otras naciones.

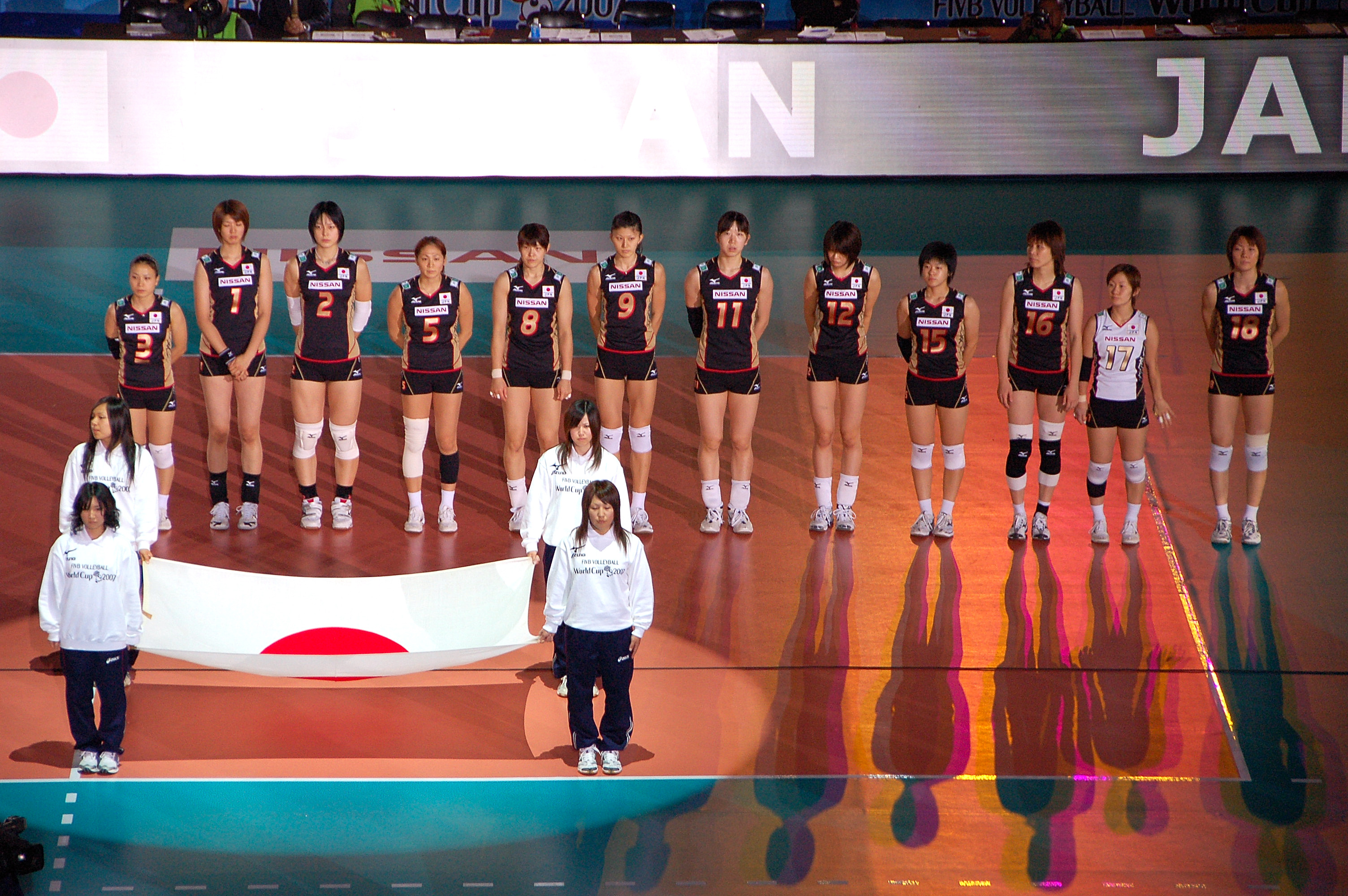
Ceremonia durante un torneo de voleibol en Osaka

Las escuelas han sido lugares de controversia en lo relativo tanto al himno como a la bandera. La Junta de Educación de Tokio hace obligatorio el uso de ambos símbolos durante los eventos celebrados en su jurisdicción. Dicha orden obliga a los profesores a rendir honores a ambos bajo pena de perder sus trabajos si no lo hacen. Algunos han protestado, argumentado que dichas reglas violan la Constitución de Japón, aunque la junta ha proclamado que debido a que las escuelas son agencias gubernamentales, sus empleados tienen la obligación de enseñar a sus estudiantes cómo ser buenos ciudadanos. A modo de protesta, algunas escuelas han rehusado a mostrar la bandera durante las graduaciones, al tiempo que algunos padres las han arrancado. Algunos profesores se han quejado infructuosamente al gobernador de Tokio, Shintarō Ishihara, así como a algunas otras autoridades por la orden de rendir honores al Hinomaru y el Kimigayo. Aunque antes se oponía, el Sindicato de profesores de Japón (日本教職員組合 Nihon Kyōshokuin Kumiai?) acepta el uso de ambos símbolos, no así el Sindicato de profesores de todo Japón y personal docente (全日本教職員組合 Zen-Nihon Kyoshokuin Kumiai?), de menor tamaño, quienes rechazan el uso de ambos símbolos dentro del sistema escolar.

## Banderas relacionadas

### Militares
Las Fuerzas de Autodefensa de Japón (JSDF por sus siglas en inglés) y la Fuerza Terrestre de Autodefensa de Japón utilizan una versión del diseño del disco solar con ocho rayos del sol que se extienden hacia afuera, llamada Hachijō-Kyokujitsuki (八条旭日旗?). Un borde dorado se extiende parcialmente por el borde.
Una variante conocida del diseño del disco solar es una con 16 rayos rojos a la estrella siemens, la cual también ha sido usada históricamente por las fuerzas militares de Japón, particularmente la Armada Imperial Japonesa. La insignia, conocida como Kyokujitsu-ki (旭日旗 «Bandera del Sol Naciente»?), primero fue adoptada como insignia naval el 7 de octubre de 1889, siendo empleada hasta el fin de la Segunda Guerra Mundial en 1945. Volvió a ser adoptada el 30 de junio de 1954, y se utiliza actualmente como insignia naval de la Fuerza Marítima de Autodefensa de Japón (JMSDF por sus siglas en inglés). En los países asiáticos cercanos que fueron ocupados por Japón, esta bandera aún tiene connotaciones negativas.
La Fuerza Marítima de Autodefensa de Japón también usa un Gallardete Nacional de Mando. Adoptado primero en 1914 y readoptado en 1965, el gallardete contiene una versión simplificada de la insignia naval en el lado del mástil, y el resto del gallardete en color blanco. Su proporción es de 1:40 y 1:90.
La Fuerza Aérea de Autodefensa de Japón (JASDF por sus siglas en inglés), creada en 1952, tiene solo el disco solar como su emblema. Esta es la única rama de servicio con un emblema que no evoca el estándar Imperial con rayos. Sin embargo, esta rama tiene una insignia para el vuelo entre bases y durante desfiles. La insignia fue creada en 1972, siendo la tercera en utilizarse por la JASDF desde su formación. La insignia contiene el emblema de esta rama al centro sobre un fondo azul.
Aunque no es una bandera nacional oficial, la bandera de señalización «Z» jugó un papel importante en la historia naval de Japón. El 27 de marzo de 1905, el almirante Heihachirō Tōgō del acorazado Mikasa se preparó para entablar combate con la Flota Rusa del Báltico. Antes de que comenzara la batalla de Tsushima, Tōgō izó la bandera «Z» en el acorazado, ganando posteriormente la batalla. Mientras izaba la bandera dijo a los tripulantes: «El destino del Imperio del Japón depende de esta batalla; todas las manos deben de esforzarse y hacer lo mejor que puedan». Esa bandera también fue usada en el portaaviones Akagi durante el ataque a Pearl Harbor.

Bandera de la JSDF (八条旭日旗)
Pabellón naval de Japón (旭日旗)
Bandera de la JASDF
Escarapela aeronáutica de la JASDF

### Imperial

Estandarte del emperador de Japón

A partir de 1870 se crearon diversas banderas para el emperador de Japón (entonces reinaba el emperador Meiji), la emperatriz y otros miembros de la familia imperial. Al principio la bandera del emperador estaba muy ornamentada, con un sol en el centro de un diseño artístico. Tenía banderas para cuando se encontraba en tierra firme, en el mar y cuando estaba en un carruaje. A la familia imperial también se les dieron banderas para cuando estuvieran en el agua y en tierra firme —una para cuando fueran a pie y otra para cuando estuvieran en un carruaje—. Las banderas para el carruaje tenían un crisantemo monocromático de 16 pétalos, colocado al centro de un fondo de un solo color. Las banderas se desecharon en 1889, cuando el emperador decidió usar el crisantemo sobre un fondo rojo como bandera. Con cambios menores en los tonos y proporciones, las banderas adoptadas en ese año aún se utilizan por la familia imperial.
La actual bandera del emperador es un crisantemo de 15 pétalos de color dorado, al centro y sobre un fondo rojo, con una proporción de 2:3. La emperatriz usa la misma bandera, con excepción de un recorte triangular en el extremo, mientras que la del príncipe heredero y la princesa tiene el crisantemo más pequeño y un borde blanco al centro.

El crisantemo se ha asociado con el trono imperial desde el reinado del emperador Go-Toba, siglo XII, aunque no se convirtió en el símbolo oficial del trono hasta 1868.

### Subnacionales

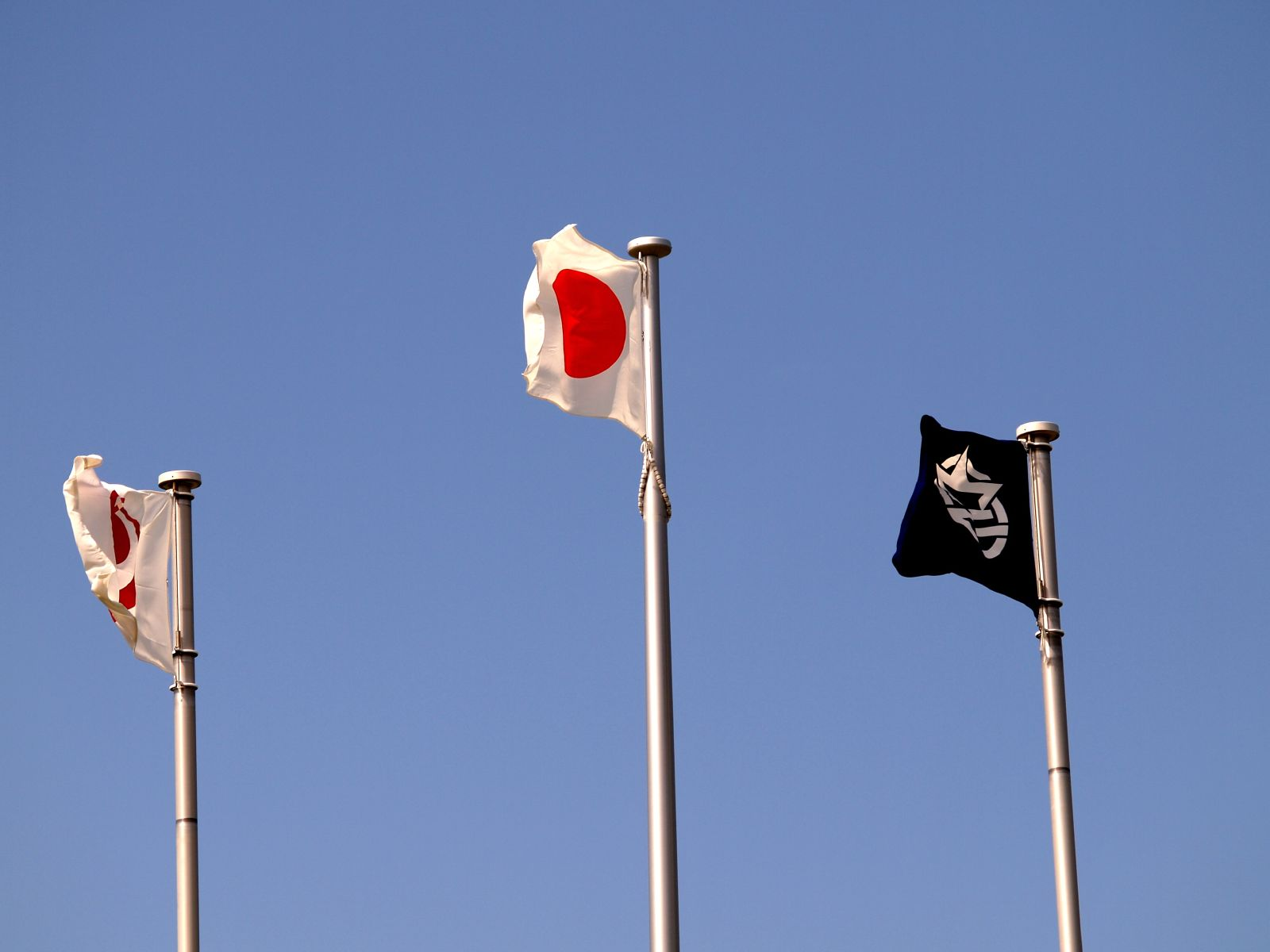
La bandera japonesa junto a las de la prefectura de Okinawa y de la ciudad de Urasoe

Cada una de las 47 prefecturas de Japón tiene una bandera semejante a la nacional y que consiste de un símbolo, llamado mon, sobre fondo de un solo color (a excepción de Ehime, que tiene dos colores de fondo). Muchas de las banderas de las distintas prefecturas, como la de Hiroshima, tienen las mismas especificaciones que la bandera nacional —2:3 de proporción, el mon al centro y de 3/5 partes de la longitud total de la bandera—. Algunos mon muestran el nombre de la prefectura según sus respectivos kanjis, otros muestran representaciones estilizadas de su ubicación o algún lugar característico de la prefectura. Un ejemplo es la de la prefectura de Nagano, en la que un carácter en katakana, el ナ (na), aparece al centro de un disco blanco. Una de las interpretaciones del mon es que la na representa una montaña, el disco blanco un lago. El color naranja representa al sol, mientras que el color blanco simboliza la nieve de la región.
Los municipios también pueden contar con sus propias banderas. El diseño de las banderas de las ciudades es similar al de las prefecturas: un mon sobre un fondo de un solo color. Un ejemplo de estas banderas es la de Amakusa en la prefectura de Kumamoto: el símbolo de la ciudad está compuesto por el carácter en katakana ア (a), rodeado por olas. El símbolo se encuentra al centro sobre un fondo blanco, con una proporción de 1:1.5. Tanto el emblema de la ciudad como la bandera fueron adoptadas en 2006.

### Derivadas
Además de las banderas utilizadas por las fuerzas armadas, otras banderas han sido inspiradas sobre la base de la bandera nacional. La antigua bandera del Servicio Postal de Japón consistía en un Hinomaru con una tira horizontal roja colocada al centro de la bandera. También contaba con un pequeño aro blanco alrededor del disco rojo. Posteriormente fue reemplazada por una bandera que consiste en el símbolo postal 〒 en rojo con un fondo blanco.
Dos banderas que recientemente han sido designadas como nacionales se parecen a la japonesa. En 1971 Bangladés ganó su independencia de Pakistán, y adoptó una bandera con un fondo color verde, con un disco rojo (aunque no está al centro) que contiene un mapa dorado de dicho país. En la bandera actual, adoptada en 1972, se quitó el mapa dorado pero se conservó todo lo demás. El gobierno de Bangladés nombra oficialmente al disco rojo como círculo, donde el color rojo simboliza la sangre que se derramó al crear su país. Palaos, por su parte, usa una bandera con un diseño similar, aunque los colores son totalmente distintos. Aunque el gobierno de la isla no cita que la bandera japonesa haya servido de base o tenido influencia, Japón administró Palaos de 1914 a 1944. La bandera de Palaos tiene una «luna llena» de color dorado —aunque no en el centro— sobre un fondo azul celeste. La luna simboliza la paz y una nación joven, mientras que el fondo representa la transición de Palaos hacia el autogobierno de 1981 a 1994, cuando ganó su total independencia.
La insignia naval de Japón también ha influenciado otros diseños. Uno de ellos es el de la bandera utilizada por el Asahi Shimbun, periódico japonés. En la parte baja, del lado del mástil, se encuentra un cuarto del sol. El kanji 朝 aparece en la bandera, de color blanco, cubriendo la mayor parte del sol. Los rayos se extienden desde el sol, alternándose en colores rojo y blanco, siendo 13 franjas en total. Esta bandera puede verse frecuentemente durante el Campeonato de béisbol escolar, al ser el Asahi Shimbun el principal patrocinador del torneo. Las banderas de los distintos grados e insignias de la Armada Imperial Japonesa también estaban basadas en el diseño de la insignia naval.